# Cina ai Giochi della XXX Olimpiade
La Cina ha partecipato ai Giochi della XXX Olimpiade di Londra, svoltisi dal 27 luglio al 12 agosto 2012, con una delegazione di 382 atleti impegnati in ventisei discipline. È stata la 9ª partecipazione degli atleti cinesi ai giochi olimpici estivi dopo il debutto a Helsinki 1952.
La Cina ha ottenuto un totale di 88 medaglie (38 ori, 27 argenti e 23 bronzi), realizzando la seconda prestazione di sempre.

## Delegazione
| Sport               | Uomini | Donne | Totale |
| ------------------- | ------ | ----- | ------ |
| Atletica Leggera    | 28     | 25    | 53     |
| Badminton           | 9      | 8     | 17     |
| Canoa/Kayak         | 9      | 7     | 16     |
| Canottaggio         | 7      | 11    | 18     |
| Ciclismo            | 4      | 8     | 12     |
| Ginnastica          | 7      | 8     | 15     |
| Hockey su prato     | 0      | 18    | 18     |
| Judo                | 1      | 7     | 8      |
| Lotta               | 5      | 3     | 8      |
| Nuoto               | 24     | 27    | 51     |
| Nuoto Sincronizzato | 0      | 9     | 9      |
| Pallacanestro       | 12     | 12    | 24     |
| Pallanuoto          | 0      | 13    | 13     |
| Pallavolo           | 2      | 14    | 16     |
| Pentathlon Moderno  | 2      | 2     | 4      |
| Pugilato            | 6      | 3     | 9      |
| Scherma             | 9      | 7     | 16     |
| Sollevamento Pesi   | 6      | 4     | 10     |
| Taekwondo           | 1      | 2     | 3      |
| Tennis              | 0      | 4     | 4      |
| Tennis Tavolo       | 3      | 3     | 6      |
| Tiro                | 13     | 10    | 23     |
| Tiro con l'arco     | 3      | 3     | 6      |
| Triathlon           | 1      | 1     | 2      |
| Tuffi               | 7      | 5     | 12     |
| Vela                | 5      | 4     | 9      |
| Totale              | 164    | 218   | 382    |

## Medaglie
| Riepilogo quotidiano | Riepilogo quotidiano | Riepilogo quotidiano | Riepilogo quotidiano | Riepilogo quotidiano | Riepilogo quotidiano | Riepilogo quotidiano |
| -------------------- | -------------------- | -------------------- | -------------------- | -------------------- | -------------------- | -------------------- |
| Giorno               | Data                 |                      |                      |                      | Totale               |                      |
| 1°                   | 27                   | —                    | —                    | —                    | —                    |                      |
| 2°                   | 28                   | 4                    | 0                    | 2                    | 6                    |                      |
| 3°                   | 29                   | 2                    | 4                    | 0                    | 6                    |                      |
| 4°                   | 30                   | 3                    | 1                    | 1                    | 5                    |                      |
| 5°                   | 31                   | 4                    | 1                    | 1                    | 6                    |                      |
| 6°                   | 1                    | 4                    | 3                    | 0                    | 7                    |                      |
| 7°                   | 2                    | 1                    | 2                    | 1                    | 4                    |                      |
| 8°                   | 3                    | 2                    | 2                    | 4                    | 8                    |                      |
| 9°                   | 4                    | 5                    | 3                    | 3                    | 11                   |                      |
| 10°                  | 5                    | 5                    | 1                    | 2                    | 8                    |                      |
| 11°                  | 6                    | 1                    | 2                    | 1                    | 4                    |                      |
| 12°                  | 7                    | 3                    | 2                    | 4                    | 9                    |                      |
| 13°                  | 8                    | 2                    | 1                    | 1                    | 4                    |                      |
| 14°                  | 9                    | 1                    | 2                    | 0                    | 3                    |                      |
| 15°                  | 10                   | 0                    | 1                    | 0                    | 1                    |                      |
| 16°                  | 11                   | 1                    | 2                    | 3                    | 6                    |                      |
| 17°                  | 12                   | 0                    | 0                    | 0                    | 0                    |                      |
| Totale               | Totale               | 38                   | 27                   | 23                   | 88                   |                      |

### Medagliere per disciplina
| Sport                | Oro | Argento | Bronzo | Totale |
| -------------------- | --- | ------- | ------ | ------ |
| Tuffi                | 6   | 3       | 1      | 10     |
| Ginnastica artistica | 5   | 4       | 3      | 12     |
| Nuoto                | 5   | 2       | 3      | 10     |
| Badminton            | 5   | 2       | 1      | 8      |
| Sollevamento pesi    | 5   | 2       | 0      | 7      |
| Tennis tavolo        | 4   | 2       | 0      | 6      |
| Tiro a volo          | 2   | 2       | 3      | 7      |
| Scherma              | 2   | 0       | 1      | 3      |
| Pugilato             | 1   | 1       | 1      | 3      |
| Taekwondo            | 1   | 1       | 1      | 3      |
| Atletica             | 1   | 0       | 5      | 6      |
| Vela                 | 1   | 0       | 0      | 1      |
| Ciclismo su strada   | 0   | 2       | 1      | 3      |
| Tiro con l'arco      | 0   | 1       | 1      | 2      |
| Judo                 | 0   | 1       | 1      | 2      |
| Nuoto sincronizzato  | 0   | 1       | 1      | 2      |
| Pentathlon moderno   | 0   | 1       | 0      | 1      |
| Canottaggio          | 0   | 1       | 0      | 1      |
| Lotta libera         | 0   | 1       | 0      | 1      |
| Totale               | 38  | 27      | 23     | 88     |

### Medagliati

#### Medaglie d'oro
| Medaglia | Nome                                                     | Sport                | Evento                                 | Data      |
| -------- | -------------------------------------------------------- | -------------------- | -------------------------------------- | --------- |
| Oro      | Yi Siling                                                | Tiro                 | Carabina 10 m aria compressa femminile | 28 luglio |
| Oro      | Mingjuan Wang                                            | Sollevamento pesi    | -48 kg femminile                       | 28 luglio |
| Oro      | Ye Shiwen                                                | Nuoto                | 400 m misti femminili                  | 28 luglio |
| Oro      | Sun Yang                                                 | Nuoto                | 400 m stile libero femminili           | 28 luglio |
| Oro      | Guo Wenjun                                               | Tiro                 | Pistola 10 m aria compressa femminile  | 29 luglio |
| Oro      | He Zi Wu Minxia                                          | Tuffi                | Trampolino 3 m sincro femminile        | 29 luglio |
| Oro      | Cao Yuan Zhang Yanquan                                   | Tuffi                | Trampolino 3 m sincro maschile         | 30 luglio |
| Oro      | Xueying Li                                               | Sollevamento pesi    | -58 kg femminile                       | 30 luglio |
| Oro      | Chen Yibing Feng Zhe Guo Weiyang Zhang Chenglong Zou Kai | Ginnastica artistica | Concorso a squadre maschile            | 30 luglio |
| Oro      | Chen Ruolin Wang Hao                                     | Tuffi                | Piattaforma 10 m sincro femminile      | 31 luglio |
| Oro      | Lei Sheng                                                | Scherma              | Fioretto individuale maschile          | 31 luglio |
| Oro      | Ye Shiwen                                                | Nuoto                | 200 m misti femminili                  | 31 luglio |
| Oro      | Lin Qingfeng                                             | Sollevamento pesi    | -69 kg maschile                        | 31 luglio |
| Oro      | Luo Yutong Qin Kai                                       | Tuffi                | Trampolino 3 m sincro maschile         | 1º agosto |
| Oro      | Li Xiaoxia                                               | Tennistavolo         | Singolo femminile                      | 1º agosto |
| Oro      | Lu Xiaojun                                               | Sollevamento pesi    | -77 kg maschile                        | 1º agosto |
| Oro      | Jiao Liuyang                                             | Nuoto                | 200 m farfalla femminili               | 1º agosto |
| Oro      | Zhang Jike                                               | Tennistavolo         | Singolo maschile                       | 2 agosto  |
| Oro      | Dong Dong                                                | Ginnastica artistica | Trampolino maschile                    | 3 agosto  |
| Oro      | Zhang Nan Zhao Yunlei                                    | Badminton            | Doppio misto                           | 3 agosto  |
| Oro      | Li Xuerui                                                | Badminton            | Singolo femminile                      | 4 agosto  |
| Oro      | Tian Qing Zhao Yunlei                                    | Badminton            | Doppio femminile                       | 4 agosto  |
| Oro      | Chen Ding                                                | Atletica leggera     | Marcia 20 km maschile                  | 4 agosto  |
| Oro      | Sun Yang                                                 | Nuoto                | 1500 metri stile libero maschili       | 4 agosto  |
| Oro      | Li Na Luo Xiaojuan Sun Yujie Xu Anqi                     | Scherma              | Spada a squadre femminile              | 4 agosto  |
| Oro      | Lin Dan                                                  | Badminton            | Singolo maschile                       | 5 agosto  |
| Oro      | Zou Kai                                                  | Ginnastica artistica | Corpo libero maschile                  | 5 agosto  |
| Oro      | Cai Yun Fu Haifeng                                       | Badminton            | Doppio maschile                        | 5 agosto  |
| Oro      | Zhou Lulu                                                | Sollevamento pesi    | +75 kg femminile                       | 5 agosto  |
| Oro      | Wu Minxia                                                | Tuffi                | Trampolino 3 m femminile               | 5 agosto  |
| Oro      | Xu Lijia                                                 | Vela                 | Laser Radial femminile                 | 6 agosto  |
| Oro      | Feng Zhe                                                 | Ginnastica artistica | Parallele simmetriche                  | 7 agosto  |
| Oro      | Deng Linlin                                              | Ginnastica artistica | Trave                                  | 7 agosto  |
| Oro      | Ding Ning Guo Yue Li Xiaoxia                             | Tennis tavolo        | Squadre femminile                      | 7 agosto  |
| Oro      | Wang Hao Zhang Jike Ma Long                              | Tennis tavolo        | Squadre maschile                       | 8 agosto  |
| Oro      | Wu Jingyu                                                | Taekwondo            | -49 kg femminile                       | 8 agosto  |
| Oro      | Chen Ruolin                                              | Tuffi                | Piattaforma 10 m femminile             | 9 agosto  |
| Oro      | Zou Shiming                                              | Pugilato             | Pesi mosca leggeri                     | 11 agosto |

#### Medaglie d'argento
| Medaglia | Nome                                                                                              | Sport                | Evento                       | Data      |
| -------- | ------------------------------------------------------------------------------------------------- | -------------------- | ---------------------------- | --------- |
| Argento  | Wei Ning                                                                                          | Tiro                 | Skeet femminile              | 29 luglio |
| Argento  | Fang Yuting Cheng Ming Xu Jing                                                                    | Tiro con l'arco      | Squadre femminile            | 29 luglio |
| Argento  | Lu Ying                                                                                           | Nuoto                | 100 m farfalla femminili     | 29 luglio |
| Argento  | Wu Jingbiao                                                                                       | Sollevamento pesi    | -56 kg maschile              | 29 luglio |
| Argento  | Sun Yang                                                                                          | Nuoto                | 200 m stile libero maschili  | 30 luglio |
| Argento  | Xu Lili                                                                                           | Judo                 | -63 kg femminile             | 31 luglio |
| Argento  | Chen Ying                                                                                         | Tiro                 | Pistola 25 m femminile       | 1º agosto |
| Argento  | Ding Ning                                                                                         | Tennistavolo         | Singolo femminile            | 1º agosto |
| Argento  | Lu Haojie                                                                                         | Sollevamento pesi    | -77 kg maschile              | 1º agosto |
| Argento  | Gong Jinjie Guo Shuang                                                                            | Ciclismo             | Velocità a squadre femminile | 2 agosto  |
| Argento  | Wang Hao                                                                                          | Tennistavolo         | Singolo maschile             | 2 agosto  |
| Argento  | Xu Chen Ma Jin                                                                                    | Badminton            | Doppio misto                 | 3 agosto  |
| Argento  | Guo Shuang                                                                                        | Ciclismo             | Keirin femminile             | 3 agosto  |
| Argento  | Huang Wenyi Xu Dongxiang                                                                          | Canottaggio          | 2 di coppia p.l. femminile   | 4 agosto  |
| Argento  | Wang Yihan                                                                                        | Badminton            | Singolo femminile            | 3 agosto  |
| Argento  | Huang Shanshan                                                                                    | Ginnastica artistica | Trampolino femminile         | 4 agosto  |
| Argento  | He Zi                                                                                             | Tuffi                | Trampolino 3 m femminile     | 5 agosto  |
| Argento  | Chen Yibing                                                                                       | Ginnastica artistica | Anelli                       | 6 agosto  |
| Argento  | He Kexin                                                                                          | Ginnastica artistica | Parallele asimmetriche       | 6 agosto  |
| Argento  | Sui Lu                                                                                            | Ginnastica artistica | Trave                        | 7 agosto  |
| Argento  | Qin Kai                                                                                           | Tuffi                | Trampolino 3 m maschile      | 7 agosto  |
| Argento  | Jing Ruixue                                                                                       | Lotta libera         | -63 kg femminile             | 8 agosto  |
| Argento  | Ren Cancan                                                                                        | Pugilato             | Pesi mosca femminile         | 9 agosto  |
| Argento  | Hou Yuzhuo                                                                                        | Taekwondo            | -57 kg femminile             | 9 agosto  |
| Argento  | Chang Si Chen Xiaojun Huang Xuechen Jiang Tingting Jiang Wenwen Liu Ou Luo Xi Sun Wenyan Wu Yiwen | Nuoto sincronizzato  | Squadre                      | 10 agosto |
| Argento  | Qiu Bo                                                                                            | Tuffi                | Piattaforma 10 m maschile    | 11 agosto |
| Argento  | Cao Zhongrong                                                                                     | Pentathlon moderno   | Gara maschile                | 11 agosto |

#### Medaglie di bronzo
| Medaglia | Nome                                                   | Sport                | Evento                                  | Data      |
| -------- | ------------------------------------------------------ | -------------------- | --------------------------------------- | --------- |
| Bronzo   | Li Xuanxu                                              | Nuoto                | 400 m misti femminili                   | 28 luglio |
| Bronzo   | Yu Dan                                                 | Tiro                 | Carabina 10 m aria compressa femminile  | 28 luglio |
| Bronzo   | Sun Yujie                                              | Scherma              | Spada individuale femminile             | 30 luglio |
| Bronzo   | Hao Yun Li Yunqi Jiang Haiqi Sun Yang Lü Zhiwu Dai Jun | Nuoto                | Staffetta 4x200 m stile libero maschile | 31 luglio |
| Bronzo   | Tang Yi                                                | Nuoto                | 100 m stile libero femminili            | 2 agosto  |
| Bronzo   | Ding Feng                                              | Tiro                 | Pistola 25 m aria automatica maschile   | 3 agosto  |
| Bronzo   | Lu Chunlong                                            | Ginnastica           | Trampolino maschile                     | 3 agosto  |
| Bronzo   | Dai Xiaoxiang                                          | Tiro con l'arco      | Individuale maschile                    | 3 agosto  |
| Bronzo   | Tong Wen                                               | Judo                 | +78 kg femminile                        | 3 agosto  |
| Bronzo   | He Wenna                                               | Ginnastica           | Trampolino femminile                    | 4 agosto  |
| Bronzo   | Wang Zhen                                              | Atletica leggera     | Marcia 20 km maschile                   | 4 agosto  |
| Bronzo   | Li Yanfeng                                             | Atletica leggera     | Lancio del disco femminile              | 4 agosto  |
| Bronzo   | Chen Long                                              | Badminton            | Singolo maschile                        | 5 agosto  |
| Bronzo   | Wang Zhiwei                                            | Tiro                 | Pistola 50 m maschile                   | 5 agosto  |
| Bronzo   | Lijiao Gong                                            | Atletica leggera     | Getto del peso femminile                | 6 agosto  |
| Bronzo   | Zou Kai                                                | Ginnastica artistica | Sbarra                                  | 7 agosto  |
| Bronzo   | Huang Xuechen Liu Ou                                   | Nuoto sincronizzato  | Duo                                     | 7 agosto  |
| Bronzo   | Guo Shuang                                             | Ciclismo             | Velocità femminile                      | 7 agosto  |
| Bronzo   | He Chong                                               | Tuffi                | Trampolino 3 m maschile                 | 7 agosto  |
| Bronzo   | Jinzi Li                                               | Pugilato             | Pesi medi femminile                     | 8 agosto  |
| Bronzo   | Si Tianfeng                                            | Atletica leggera     | Marcia 50 km                            | 11 agosto |
| Bronzo   | Qieyang Shijie                                         | Atletica leggera     | Marcia 20 km femminile                  | 11 agosto |
| Bronzo   | Liu Xiaobo                                             | Taekwondo            | +80 kg maschile                         | 11 agosto |

## Risultati

### Atletica leggera
| Q | Qualificato al turno successivo per la posizione in qualificazione                                                           |
| q | Qualificato per il turno successivo per ripescaggio o, negli eventi su campo, conquistando la misura minima per qualificarsi |

#### Maschile
Eventi di corsa su pista e strada
| Atleta                                                                 | Evento            | Batteria  | Batteria  | Quarti di finale | Quarti di finale | Semifinale      | Semifinale      | Finale          | Finale          |
| Atleta                                                                 | Evento            | Risultato | Posizione | Risultato        | Posizione        | Risultato       | Posizione       | Risultato       | Posizione       |
| ---------------------------------------------------------------------- | ----------------- | --------- | --------- | ---------------- | ---------------- | --------------- | --------------- | --------------- | --------------- |
| Cai Zilin                                                              | Marcia 20 km      | N.D.      | N.D.      | N.D.             | N.D.             | N.D.            | N.D.            | 1h 19'44"       | 4°              |
| Chen Ding                                                              | Marcia 20 km      | N.D.      | N.D.      | N.D.             | N.D.             | N.D.            | N.D.            | 1h 18'46"       |                 |
| Cheng Wen                                                              | 400 m             | 50"38     | 6°        | N.D.             | N.D.             | non qualificato | non qualificato | non qualificato | non qualificato |
| Dong Guojian                                                           | Maratona          | N.D.      | N.D.      | N.D.             | N.D.             | N.D.            | N.D.            | 2h 20'39"       | 54°             |
| Li Jianbo                                                              | Marcia 50 km      | N.D.      | N.D.      | N.D.             | N.D.             | N.D.            | N.D.            | 3h 39'01"       | 7°              |
| Li Zhilong                                                             | 400 m             | 50"36     | 7°        | N.D.             | N.D.             | non qualificato | non qualificato | non qualificato | non qualificato |
| Li Zicheng                                                             | Maratona          | N.D.      | N.D.      | N.D.             | N.D.             | N.D.            | N.D.            | DNF             | DNF             |
| Liu Xiang                                                              | 110 m ostacoli    | DNF       | DNF       | N.D.             | N.D.             | non qualificato | non qualificato | non qualificato | non qualificato |
| Shi Dongpeng                                                           | 110 m ostacoli    | 13"78     | 7°        | N.D.             | N.D.             | non qualificato | non qualificato | non qualificato | non qualificato |
| Si Tianfeng                                                            | Marcia 50 km      | N.D.      | N.D.      | N.D.             | N.D.             | N.D.            | N.D.            | 3h 37'16"       |                 |
| Su Bingtian                                                            | 100 m             | Bye       | Bye       | 10"19            | 3° Q             | 10"28           | 8°              | non qualificato | non qualificato |
| Wang Zhen                                                              | Marcia 20 km      | N.D.      | N.D.      | N.D.             | N.D.             | N.D.            | N.D.            | 1h 19'25"       |                 |
| Xie Wenjun                                                             | 110 m ostacoli    | 13"43     | 3° Q      | N.D.             | N.D.             | 13"34           | 3°              | non qualificato | non qualificato |
| Xie Zhenye                                                             | 200 m             | 20"69     | 6°        | N.D.             | N.D.             | non qualificato | non qualificato | non qualificato | non qualificato |
| Zhao Jianguo                                                           | Marcia 50 km      | N.D.      | N.D.      | N.D.             | N.D.             | N.D.            | N.D.            | 3h 56'59"       | 37°             |
| Guo Fan Lao Yi Liang Jiahong Su Bingtian Zhang Peimeng Zheng Dongsheng | Staffetta 4×100 m | 38"38     | 5°        | N.D.             | N.D.             | N.D.            | N.D.            | non qualificati | non qualificati |

Eventi su campo
| Atleta        | Evento                 | Qualifica | Qualifica | Finale          | Finale          |
| Atleta        | Evento                 | Distanza  | Posizione | Distanza        | Posizione       |
| ------------- | ---------------------- | --------- | --------- | --------------- | --------------- |
| Cao Shuo      | Salto triplo           | 16,27 m   | 20°       | non qualificato | non qualificato |
| Dong Bin      | Salto triplo           | 16,94 m   | 5° q      | 16,75 m         | 10°             |
| Li Jinzhe     | Salto in lungo         | 7,77 m    | 20°       | non qualificato | non qualificato |
| Qin Qiang     | Lancio del giavellotto | 72,29 m   | 41°       | non qualificato | non qualificato |
| Yang Yansheng | Salto con l'asta       | 5,35 m    | =20°      | non qualificato | non qualificato |
| Zhang Guowei  | Salto in alto          | 2,21 m    | =21°      | non qualificato | non qualificato |
| Zhang Jun     | Getto del peso         | NM        | -         | non qualificato | non qualificato |
| Zhang Xiaoyi  | Salto in lungo         | 7,25 m    | 36°       | non qualificato | non qualificato |

#### Femminile
Eventi di corsa su pista e strada
| Atleta         | Evento         | Batteria  | Batteria  | Quarti di finale | Quarti di finale | Semifinale      | Semifinale      | Finale          | Finale          |
| Atleta         | Evento         | Risultato | Posizione | Risultato        | Posizione        | Risultato       | Posizione       | Risultato       | Posizione       |
| -------------- | -------------- | --------- | --------- | ---------------- | ---------------- | --------------- | --------------- | --------------- | --------------- |
| Huang Xiaoxiao | 400 m ostacoli | 56"29     | 6ª        | N.D.             | N.D.             | non qualificata | non qualificata | non qualificata | non qualificata |
| Li Zhenzhu     | 3000 m siepi   | 9'34"29   | 7ª        | N.D.             | N.D.             | N.D.            | N.D.            | non qualificata | non qualificata |
| Liu Hong       | Marcia 20 km   | N.D.      | N.D.      | N.D.             | N.D.             | N.D.            | N.D.            | 1h 26'00"       | 4ª              |
| Lü Xiuzhi      | Marcia 20 km   | N.D.      | N.D.      | N.D.             | N.D.             | N.D.            | N.D.            | 1h 26'26"       | 6ª              |
| Qieyang Shijie | Marcia 20 km   | N.D.      | N.D.      | N.D.             | N.D.             | N.D.            | N.D.            | 1h 25'16"       |                 |
| Sun Yawei      | 100 m ostacoli | 13"26     | 5ª        | N.D.             | N.D.             | non qualificata | non qualificata | non qualificata | non qualificata |
| Wang Jiali     | Maratona       | N.D.      | N.D.      | N.D.             | N.D.             | N.D.            | N.D.            | 2h 35'46"       | 58ª             |
| Wang Xueqin    | Maratona       | N.D.      | N.D.      | N.D.             | N.D.             | N.D.            | N.D.            | 2h 28'21"       | 22ª             |
| Wei Yongli     | 100 m          | Bye       | Bye       | 11"48            | 7ª               | non qualificata | non qualificata | non qualificata | non qualificata |
| Yin Annuo      | 3000 m siepi   | 10'09"10  | 14ª       | N.D.             | N.D.             | N.D.            | N.D.            | non qualificata | non qualificata |
| Zhu Xiaolin    | Maratona       | N.D.      | N.D.      | N.D.             | N.D.             | N.D.            | N.D.            | 2h 24'48"       | 6ª              |

Eventi su campo
| Atleta         | Evento                 | Qualifica | Qualifica | Finale          | Finale          |
| Atleta         | Evento                 | Distanza  | Posizione | Distanza        | Posizione       |
| -------------- | ---------------------- | --------- | --------- | --------------- | --------------- |
| Gong Lijiao    | Getto del peso         | 19,11 m   | 5ª Q      | 20,22 m         |                 |
| Li Ling1       | Getto del peso         | 19,23 m   | 4ª Q      | 19,63 m         | 4ª              |
| Li Ling2       | Salto con l'asta       | 4,25 m    | 30ª       | non qualificata | non qualificata |
| Li Lingwei     | Lancio del giavellotto | 56,50 m   | 30ª       | non qualificata | non qualificata |
| Li Yanfeng     | Lancio del disco       | 64,48 m   | 6ª Q      | 67,22 m         |                 |
| Li Yanmei      | Salto triplo           | 13,43 m   | 30ª       | non qualificata | non qualificata |
| Liu Xiangrong  | Getto del peso         | 18,96 m   | 6ª Q      | 19,18 m         | 6ª              |
| Lü Huihui      | Lancio del giavellotto | 64,45 m   | 5ª Q      | 63,70 m         | 5ª              |
| Ma Xuejun      | Lancio del disco       | 62,66 m   | 11ª q     | 61,02 m         | 11ª             |
| Tan Jian       | Lancio del disco       | NM        | —         | non qualificata | non qualificata |
| Xie Limei      | Salto triplo           | 13,69 m   | 23ª       | non qualificata | non qualificata |
| Zhang Li       | Lancio del giavellotto | 58,35 m   | 23ª       | non qualificata | non qualificata |
| Zhang Wenxiu   | Lancio del martello    | 74,53 m   | 2ª Q      | 76,34 m         | 4ª              |
| Zheng Xingjuan | Salto in alto          | 1,90 m    | 18ª       | non qualificata | non qualificata |

### Badminton
Maschile
| Atleta                 | Evento  | Girone                                            | Girone                                     | Girone                                     | Girone    | Ottavi                                  | Quarti                                | Semifinale                             | Finale                                   | Finale          |
| Atleta                 | Evento  | Avversario Punteggio                              | Avversario Punteggio                       | Avversario Punteggio                       | Posizione | Avversario Punteggio                    | Avversario Punteggio                  | Avversario Punteggio                   | Avversario Punteggio                     | Posizione       |
| ---------------------- | ------- | ------------------------------------------------- | ------------------------------------------ | ------------------------------------------ | --------- | --------------------------------------- | ------------------------------------- | -------------------------------------- | ---------------------------------------- | --------------- |
| Chen Jin               | Singolo | P. Wacha (POL) V 21-15, 21-8                      | N.D.                                       | N.D.                                       | 1º Q      | M. Zwiebler (GER) V 19-21, 21-12, 21-19 | Lee H.-i. (KOR) P 15-21, 16-21        | non qualificato                        | non qualificato                          | non qualificato |
| Chen Long              | Singolo | B. Ponsana (THA) V 21-12, 21-17                   | N.D.                                       | N.D.                                       | 1º Q      | Wong W.K. (HKG) V 21-17, 21-17          | P. Gade (DEN) V 21-16, 21-13          | Lee C.W. (MAS) P 13-21, 14-21          | Lee H.-i. (KOR) V 21-12, 15-21, 21-15    |                 |
| Lin Dan                | Singolo | S. Evans (IRL) V 21-8, 21-14                      | N.D.                                       | N.D.                                       | 1º Q      | T. Hidayat (INA) V 21-9, 21-13          | S. Sasaki (JPN) V 21-12, 16-21, 21-13 | Lee H.-i. (KOR) V 21-12, 21-10         | Lee C.W. (MAS) V 15-21, 21-10, 21-19     |                 |
| Cai Yun Fu Haifeng     | Doppio  | I. Kindervater /J. Schöttler (GER) V 22-20, 21-16 | R. Smith/ G. Warfe (AUS) V 21-17, 21-11    | Fang C.-m./ Lee S.-m. (TPE) V 21-19, 21-13 | 1º Q      | N.D.                                    | Chai B./ Guo Z. (CHN) V 21-15, 21-19  | Koo K.K./ Tan B.H. (MAS) V 21-9, 21-19 | M. Boe/ C. Mogensen (DEN) V 21-16, 21-15 |                 |
| Chai Biao Guo Zhendong | Doppio  | D. James/ W. Viljoen (RSA) V 21-8, 21-13          | V. Ivanov/ I. Sozonov (RUS) V 23-21, 21-15 | M. Boe/ C. Mogensen (DEN) P 14-21, 19-21   | 2º Q      | N.D.                                    | Cai Y./ Fu H. (CHN) P 15-21, 19-21    | non qualificati                        | non qualificati                          | non qualificati |

Femminile
| Atleta                | Evento  | Girone                                     | Girone                                      | Girone                                   | Girone    | Ottavi                                | Quarti                                        | Semifinale                                  | Finale                                    | Finale                                  |                                         |
| Atleta                | Evento  | Avversario Punteggio                       | Avversario Punteggio                        | Avversario Punteggio                     | Posizione | Avversario Punteggio                  | Avversario Punteggio                          | Avversario Punteggio                        | Avversario Punteggio                      | Posizione                               |                                         |
| --------------------- | ------- | ------------------------------------------ | ------------------------------------------- | ---------------------------------------- | --------- | ------------------------------------- | --------------------------------------------- | ------------------------------------------- | ----------------------------------------- | --------------------------------------- | --------------------------------------- |
| Li Xuerui             | Singolo | C. Marín (ESP) V 21-13, 21-11              | C. Rivero (PER) V 21-5, 21-6                | N.D.                                     | 1ª Q      | Tai T.-y. (TPE) V 21-16, 23-21        | Yip P.Y. (HKG) V 21-12, 22-20                 | Wang X. (CHN) V 22-20, 21-18                | Wang Y. (CHN) V 21-15, 21-23, 21-17       |                                         |                                         |
| Wang Xin              | Singolo | R. Wang (USA) V 21-8, 21-6                 | N.D.                                        | N.D.                                     | 1ª Q      | A. Firdasari (INA) V 21-15, 21-8      | R. Intanon (THA) V 17-21, 21-18, 21-14        | Li X. (CHN) P 20-22, 18-21                  | S. Nehwal (IND) P 21-18, 1-0ret           | 4ª                                      |                                         |
| Wang Yihan            | Singolo | M. Li (CAN) V 21-8, 21-16                  | N.D.                                        | N.D.                                     | 1ª Q      | Bae Y.-j. (KOR) V 15-21, 21-14, 21-14 | Cheng S.-c. (TPE) V 21-14, 21-11              | S. Nehwal (IND) V 21-13, 21-13              | Li X. (CHN) P 15-21, 23-21, 17-21         |                                         |                                         |
| Tian Qing Zhao Yunlei | Doppio  | M. Maeda/ S. Suetsuna (JPN) V 21-16, 21-17 | K.R. Juhl/ C. Pedersen (DEN) P 20-22, 12-21 | Poon L.Y./ Tse Y.S. (HKG) V 21-11, 21-12 | 2ª Q      | N.D.                                  | Cheng W.-h./ Chien Y.-c. (TPE) V 21-10, 21-14 | V. Sorokina/ N. Vislova (RUS) V 21-19, 21-6 | M. Fujii/ R. Kakiiwa (JPN) V 21-10, 25-23 |                                         |                                         |
| Wang Xiaoli Yu Yang   | Doppio  | Jung K.-e./ Kim H.-n. (KOR) P 14-21, 11-21 | V. Sorokina/ N. Vislova (RUS) V 21-6, 21-9  | A. Bruce/ M. Li (CAN) V 21-11, 21-17     | 2ª Q      | N.D.                                  | squalificate per aver falsato risultato       | squalificate per aver falsato risultato     | squalificate per aver falsato risultato   | squalificate per aver falsato risultato | squalificate per aver falsato risultato |

Misto
| Atleta                | Evento | Girone                                               | Girone                                         | Girone                                       | Girone    | Quarti                                             | Semifinale                                            | Finale                                 | Finale    |
| Atleta                | Evento | Avversario Punteggio                                 | Avversario Punteggio                           | Avversario Punteggio                         | Posizione | Avversario Punteggio                               | Avversario Punteggio                                  | Avversario Punteggio                   | Posizione |
| --------------------- | ------ | ---------------------------------------------------- | ---------------------------------------------- | -------------------------------------------- | --------- | -------------------------------------------------- | ----------------------------------------------------- | -------------------------------------- | --------- |
| Ma Jin Xu Chen        | Doppio | S. Prapakamol/ S. Thungthongkam (THA) V 21-19, 21-12 | Chan P.S./ Goh L.Y. (MAS) V 21-14, 21-8        | Chen H.-l./ Cheng W.-h. (TPE) V 21-16, 22-20 | 1º Q      | R. Mateusiak/ N. Zięba (POL) V 19-21, 21-16, 23-21 | T. Ahmad/ L. Natsir (INA) V 21-23, 21-18, 21-13       | Zhang N./ Zhao Y. (CHN) P 11-21, 17-21 |           |
| Zhang Nan Zhao Yunlei | Doppio | M. Fuchs/ B. Michels (GER) V 21-6, 21-7              | A. Nikolaenko/ V. Sorokina (RUS) V 21-9, 21-18 | C. Adcock/ I. Bankier (GBR) V 21-13, 21-14   | 1º Q      | T. Laybourn/ K.R. Juhl (DEN) V 21-13, 21-17        | J.F. Nielsen/ C. Pedersen (DEN) V 17-21, 21-17, 21-19 | Ma J./ Xu C. (CHN) V 21-11, 21-17      |           |

### Canoa/Kayak

#### Velocità
| FA | Qualificato in finale A (per le medaglie)                       |
| FB | Qualificato in finale B (non per le medaglie)                   |
| Q  | Qualificato al turno successivo per posizione in qualificazione |
| q  | Qualificato al turno successivo per ripescaggio                 |

Maschile
| Atleta                                      | Evento     | Batteria | Batteria   | Semifinale | Semifinale | Finale          | Finale          |
| Atleta                                      | Evento     | Tempo    | Classifica | Tempo      | Classifica | Tempo           | Classifica      |
| ------------------------------------------- | ---------- | -------- | ---------- | ---------- | ---------- | --------------- | --------------- |
| Li Qiang                                    | C-1 200 m  | 42"004   | 3º Q       | 42"149     | 3º FB      | 47"295          | 16º             |
| Zhou Yubo                                   | K-1 200 m  | 38"316   | 5º Q       | 39"042     | 8º FB      | 40"157          | 16º             |
| Zhou Yubo                                   | K-1 1000 m | 3'36"994 | 4º Q       | 3'36"163   | 7º FB      | 3'36"110        | 15º             |
| Huang Maoxing Li Qiang                      | C-2 1000 m | 3'38"483 | 3º Q       | 3'37"746   | 1º FA      | 3'48"930        | 8º              |
| Zhang Hongpeng Shen Jie Zhou Peng Zhou Yubo | K-4 1000 m | 3'14"234 | 5º Q       | 3'00"315   | 8º         | non qualificati | non qualificati |

Femminile
| Atleta                                     | Evento    | Batteria | Batteria   | Semifinale | Semifinale | Finale          | Finale          |
| Atleta                                     | Evento    | Tempo    | Classifica | Tempo      | Classifica | Tempo           | Classifica      |
| ------------------------------------------ | --------- | -------- | ---------- | ---------- | ---------- | --------------- | --------------- |
| Zhou Yu                                    | K-1 200 m | 42"885   | 6ª Q       | 42"279     | 6ª         | non qualificata | non qualificata |
| Wu Yanan Zhou Yu                           | K-2 500 m | 1'43"448 | 1ª Q       | 1'41"863   | 1ª FA      | 1'44"136        | 4ª              |
| Li Zhangli Liu Haiping Ren Wenjun Yu Lamei | K-4 500 m | 1'40"661 | 4ª Q       | 1'34"004   | 8ª         | non qualificate | non qualificate |

#### Slalom
Maschile
| Atleta                 | Evento | Qualificazioni | Qualificazioni | Qualificazioni | Qualificazioni | Qualificazioni | Qualificazioni | Semifinali      | Semifinali      | Semifinali      | Finale          | Finale          | Finale          |
| Atleta                 | Evento | 1ª manche      | Pos.           | 2ª manche      | Pos.           | Migliore       | Posizione      | Penalità        | Tempo           | Posizione       | Penalità        | Tempo           | Posizione       |
| ---------------------- | ------ | -------------- | -------------- | -------------- | -------------- | -------------- | -------------- | --------------- | --------------- | --------------- | --------------- | --------------- | --------------- |
| Huang Cunguang         | K-1    | 94"40          | 14º            | 94"54          | 15º            | 94"40          | 17º            | non qualificato | non qualificato | non qualificato | non qualificato | non qualificato | non qualificato |
| Teng Zhiqiang          | C-1    | 95"68          | 5º             | 96"06          | 7º             | 95"68          | 11º Q          | 0"              | 107"53          | 12º             | non qualificato | non qualificato | non qualificato |
| Hu Minghai Shu Junrong | C-2    | 103"36         | 5º             | 99"05          | 2º             | 99"05          | 3º Q           | 2"              | 110"70          | 5º Q            | 2"              | 112"86          | 6º              |

Femminile
| Atleta      | Evento | Qualificazioni | Qualificazioni | Qualificazioni | Qualificazioni | Qualificazioni | Qualificazioni | Semifinali | Semifinali | Semifinali | Finale          | Finale          | Finale          |
| Atleta      | Evento | 1ª manche      | Pos.           | 2ª manche      | Pos.           | Migliore       | Posizione      | Penalità   | Tempo      | Posizione  | Penalità        | Tempo           | Posizione       |
| ----------- | ------ | -------------- | -------------- | -------------- | -------------- | -------------- | -------------- | ---------- | ---------- | ---------- | --------------- | --------------- | --------------- |
| Li Jingjing | K-1    | 108"53         | 8ª             | 111"22         | 14ª            | 108"53         | 12ª Q          | 4"         | 117"02     | 11ª        | non qualificata | non qualificata | non qualificata |

### Canottaggio
| FA   | Qualificato in finale A (per le medaglie)     |
| FB   | Qualificato in finale B (non per le medaglie) |
| FC   | Qualificato in finale C (non per le medaglie) |
| FD   | Qualificato in finale D (non per le medaglie) |
| FE   | Qualificato in finale E (non per le medaglie) |
| FF   | Qualificato in finale F (non per le medaglie) |
| SA/B | Semifinali A/B                                |
| SC/D | Semifinali C/D                                |
| SE/F | Semifinali E/F                                |
| QF   | Qualificato ai quarti di finale               |
| R    | Ripescaggio                                   |

Maschile
| Atleta                                          | Evento            | Batteria | Batteria  | Ripescaggio | Ripescaggio | Quarti di finale | Quarti di finale | Semifinali | Semifinali | Finale  | Finale    |
| Atleta                                          | Evento            | Tempo    | Posizione | Tempo       | Posizione   | Tempo            | Posizione        | Tempo      | Posizione  | Tempo   | Posizione |
| ----------------------------------------------- | ----------------- | -------- | --------- | ----------- | ----------- | ---------------- | ---------------- | ---------- | ---------- | ------- | --------- |
| Zhang Liang                                     | Singolo           | 6'50"71  | 2° QF     | Bye         | Bye         | 7'02"03          | 3° SA/B          | 7'31"52    | 5° FB      | 7'25"64 | 11°       |
| Sun Jie Zhang Fangbing                          | 2 di coppia p. l. | 6'57"67  | 4° R      | 6'40"12     | 3° SC/D     | N.D.             | N.D.             | 7'09"39    | 2° FC      | 6'49"39 | 15°       |
| Huang Zhe Wang Tiexin Yu Chenggang Zhang Guolin | 4 senza p.l.      | 5'52"58  | 3° SA/B   | Bye         | Bye         | N.D.             | N.D.             | 6'08"47    | 6° FB      | 6'11"33 | 10°       |

Femminile
| Atleta                                       | Evento            | Batteria | Batteria  | Ripescaggio | Ripescaggio | Quarti di finale | Quarti di finale | Semifinali | Semifinali | Finale  | Finale    |
| Atleta                                       | Evento            | Tempo    | Posizione | Tempo       | Posizione   | Tempo            | Posizione        | Tempo      | Posizione  | Tempo   | Posizione |
| -------------------------------------------- | ----------------- | -------- | --------- | ----------- | ----------- | ---------------- | ---------------- | ---------- | ---------- | ------- | --------- |
| Zhang Xiuyun                                 | Singolo           | 7'21"49  | 1ª QF     | Bye         | Bye         | 7'39"58          | 1ª SA/B          | 7'45"58    | 2ª FA      | 8'03"10 | 6ª        |
| Gao Yulan Zhang Yage                         | 2 senza           | 7'13"38  | 3ª R      | 7'15"18     | 3ª FA       | N.D.             | N.D.             | N.D.       | N.D.       | 7'55"18 | 7ª        |
| Wang Min Zhu Weiwei                          | 2 di coppia       | 6'50"64  | 3ª R      | 7'09"65     | 1ª FA       | N.D.             | N.D.             | N.D.       | N.D.       | 7'08"92 | 4ª        |
| Huang Wenyi Xu Dongxiang                     | 2 di coppia p. l. | 7'15"57  | 1ª SA/B   | Bye         | Bye         | N.D.             | N.D.             | 7'10"39    | 1ª FA      | 7'11"93 |           |
| Jin Ziwei Tang Bin Tian Liang Zhang Yangyang | 4 di coppia       | 6'24"32  | 4ª R      | 6'21"98     | 4ª FA       | N.D.             | N.D.             | N.D.       | N.D.       | 6'44"19 | 5ª        |

### Ciclismo

#### Ciclismo su strada
Femminile
| Atleta  | Evento         | Tempo | Classifica |
| ------- | -------------- | ----- | ---------- |
| Liu Xin | Corsa in linea | OTL   | OTL        |

#### Ciclismo su pista

##### Velocità
Maschile
| Atleta                               | Evento               | Qualificazione     | Qualificazione | Trentaduesimi             | Ripescaggio 1                              | Sedicesimi                | Ripescaggio 2             | Quarti di finale     | Semifinali                              | Finale               | Finale          |
| Atleta                               | Evento               | Tempo Velocità     | Pos.           | Avversario Tempo Velocità | Avversario Tempo Velocità                  | Avversario Tempo Velocità | Avversario Tempo Velocità | Avversario Risultato | Avversario Risultato                    | Avversario Risultato | Pos.            |
| ------------------------------------ | -------------------- | ------------------ | -------------- | ------------------------- | ------------------------------------------ | ------------------------- | ------------------------- | -------------------- | --------------------------------------- | -------------------- | --------------- |
| Zhang Miao                           | Velocità individuale | 10"155 70,901 km/h | 8º             | A. Awang (MAS) P          | B. Esterhuizen (RSA) H. Mazquiarán (ESP) P | non qualificato           | non qualificato           | non qualificato      | non qualificato                         | non qualificato      | non qualificato |
| Cheng Changsong Zhang Lei Zhang Miao | Velocità a squadre   | 43"751 61,712 km/h | 6º Q           | N.D.                      | N.D.                                       | N.D.                      | N.D.                      | N.D.                 | Australia (AUS) P 43"505 62,061 km/h 6º | non qualificati      | non qualificati |

Femminile
| Atleta                 | Evento               | Qualificazione     | Qualificazione | Trentaduesimi                         | Ripescaggio 1             | Sedicesimi                           | Ripescaggio 2             | Quarti di finale                  | Semifinali                                | Finale                           | Finale |
| Atleta                 | Evento               | Tempo Velocità     | Pos.           | Avversario Tempo Velocità             | Avversario Tempo Velocità | Avversario Tempo Velocità            | Avversario Tempo Velocità | Avversario Risultato              | Avversario Risultato                      | Avversario Risultato             | Pos.   |
| ---------------------- | -------------------- | ------------------ | -------------- | ------------------------------------- | ------------------------- | ------------------------------------ | ------------------------- | --------------------------------- | ----------------------------------------- | -------------------------------- | ------ |
| Guo Shuang             | Velocità individuale | 11"020 65,335 km/h | 3ª             | D. Larreal (VEN) V 11"371 63,318 km/h | Bye                       | N. Hansen (NZL) V 11"431 62,986 km/h | Bye                       | L. Guerra (CUB) V 11"283 V 11"337 | A. Meares (AUS) P                         | K. Vogel (GER) V 11"532 V 11"591 |        |
| Gong Jinjie Guo Shuang | Velocità a squadre   | 32"447 55,475 km/h | 1ª Q           | N.D.                                  | N.D.                      | N.D.                                 | N.D.                      | N.D.                              | Venezuela (VEN) V 32.422 55.475 km/h 1ª Q | Germania (GER) P REL             |        |

##### Inseguimento
| Atleta                            | Evento                 | Qualificazione | Qualificazione | Semifinale           | Semifinale      | Finale               | Finale          |
| Atleta                            | Evento                 | Tempo          | Posizione      | Avversario Risultato | Posizione       | Avversario Risultato | Posizione       |
| --------------------------------- | ---------------------- | -------------- | -------------- | -------------------- | --------------- | -------------------- | --------------- |
| Jiang Fan Jiang Wenwen Liang Jing | Inseguimento a squadre | 3'26"049       | 10ª            | non qualificate      | non qualificate | non qualificate      | non qualificate |

##### Keirin
Maschile
| Atleta     | Evento          | 1º turno  | Ripescaggio | Semifinale      | Finale    |
| Atleta     | Evento          | Posizione | Posizione   | Posizione       | Posizione |
| ---------- | --------------- | --------- | ----------- | --------------- | --------- |
| Zhang Miao | Keirin maschile | 6º R      | 6º          | non qualificato | 17º       |

Femminile
| Atleta     | Evento           | 1º turno  | Ripescaggio | Semifinale | Finale    |
| Atleta     | Evento           | Posizione | Posizione   | Posizione  | Posizione |
| ---------- | ---------------- | --------- | ----------- | ---------- | --------- |
| Guo Shuang | Keirin femminile | 1ª Q      | Bye         | 3ª Q       |           |

##### Omnium
Femminile
| Atleta   | Evento | Flying lap | Flying lap | Corsa a punti | Corsa a punti | Corsa a eliminazione | Inseguimento individuale | Inseguimento individuale | Scratch race | Chilometro da fermo | Chilometro da fermo | Punti totali | Classifica |
| Atleta   | Evento | Tempo      | Posizione  | Punti         | Posizione     | Posizione            | Tempo                    | Posizione                | Posizione    | Tempo               | Posizione           | Punti totali | Classifica |
| -------- | ------ | ---------- | ---------- | ------------- | ------------- | -------------------- | ------------------------ | ------------------------ | ------------ | ------------------- | ------------------- | ------------ | ---------- |
| Huang Li | Omnium | 14"571     | 9ª         | 2             | 15ª           | 16ª                  | 3'45"610                 | 13ª                      | 8ª           | 36"315              | 6ª                  | 67           | 12ª        |

#### Mountain Bike
Maschile
| Atleta       | Evento        | Tempo | Classifica |
| ------------ | ------------- | ----- | ---------- |
| Tong Weisong | Cross-country | LAP   | 41°        |

Femminile
| Atleta      | Evento        | Tempo     | Classifica |
| ----------- | ------------- | --------- | ---------- |
| Shi Qinglan | Cross-country | 1h 35'28" | 12ª        |

### Ginnastica

#### Ginnastica artistica
Maschile
Squadre
| Atleta          | Evento             | Qualificazione | Qualificazione | Qualificazione | Qualificazione | Qualificazione | Qualificazione | Qualificazione | Qualificazione | Finale   | Finale   | Finale   | Finale   | Finale   | Finale   | Finale  | Finale |
| Atleta          | Evento             | Attrezzo       | Attrezzo       | Attrezzo       | Attrezzo       | Attrezzo       | Attrezzo       | Totale         | Pos.           | Attrezzo | Attrezzo | Attrezzo | Attrezzo | Attrezzo | Attrezzo | Totale  | Pos.   |
| Atleta          | Evento             | CL             | C              | A              | V              | P              | S              | Totale         | Pos.           | CL       | C        | A        | V        | P        | S        | Totale  | Pos.   |
| --------------- | ------------------ | -------------- | -------------- | -------------- | -------------- | -------------- | -------------- | -------------- | -------------- | -------- | -------- | -------- | -------- | -------- | -------- | ------- | ------ |
| Chen Yibing     | Concorso a squadre | N.D.           | 14,466         | 15,858 Q       | N.D.           | 12,900         | N.D.           | N.D.           | N.D.           | N.D.     | 14,733   | 15,800   | N.D.     | N.D.     | N.D.     | N.D.    | N.D.   |
| Feng Zhe        | Concorso a squadre | 14,433         | N.D.           | 14,866         | 16,100         | 15,633 Q       | 15,000         | N.D.           | N.D.           | 14,400   | N.D.     | 14,533   | 16,226   | 15,950   | 15,000   | N.D.    | N.D.   |
| Guo Weiyang     | Concorso a squadre | 12,266         | 13,266         | 14,400         | 15,300         | 13,966         | 14,933         | 84,131         | 29°            | N.D.     | 14,600   | 14,566   | N.D.     | 15,200   | N.D.     | N.D.    | N.D.   |
| Zhang Chenglong | Concorso a squadre | 14,666         | 13,133         | N.D.           | 16,233         | 15,366 Q       | 15,933 Q       | N.D.           | N.D.           | 14,900   | 14,500   | N.D.     | 16,200   | 15,600   | 15,666   | N.D.    | N.D.   |
| Zou Kai         | Concorso a squadre | 15,833 Q       | 12,533         | N.D.           | 15,200         | N.D.           | 15,533 Q       | N.D.           | N.D.           | 15,833   | N.D.     | N.D.     | 15,900   | N.D.     | 16,400   | N.D.    | N.D.   |
| Totale          | Concorso a squadre | 44,932         | 40,865         | 45,124         | 47,633         | 44,965         | 46,466         | 269,985        | 6º Q           | 45,133   | 43,833   | 44,899   | 48,316   | 46,750   | 47,066   | 275,997 |        |

Finali individuali
| Atleta          | Evento                | Attrezzo | Attrezzo | Attrezzo | Attrezzo | Attrezzo | Attrezzo | Totale | Posizione |
| Atleta          | Evento                | CL       | C        | A        | V        | P        | S        | Totale | Posizione |
| --------------- | --------------------- | -------- | -------- | -------- | -------- | -------- | -------- | ------ | --------- |
| Chen Yibing     | Anelli                | N.D.     | N.D.     | 15,800   | N.D.     | N.D.     | N.D.     | 15,800 |           |
| Feng Zhe        | Parallele simmetriche | N.D.     | N.D.     | N.D.     | N.D.     | 16,266   | N.D.     | 16,266 |           |
| Zhang Chenglong | Sbarra                | N.D.     | N.D.     | N.D.     | N.D.     | N.D.     | 16,266   | 16,266 | 4º        |
| Zhang Chenglong | Parallele simmetriche | N.D.     | N.D.     | N.D.     | N.D.     | 13,808   | N.D.     | 13,808 | 9º        |
| Zou Kai         | Corpo libero          | 15,933   | N.D.     | N.D.     | N.D.     | N.D.     | N.D.     | 15,933 |           |
| Zou Kai         | Sbarra                | N.D.     | N.D.     | N.D.     | N.D.     | N.D.     | 16,366   | 16,366 |           |

Femminile
Squadre
| Atleta          | Evento             | Qualificazione | Qualificazione | Qualificazione | Qualificazione | Qualificazione | Qualificazione | Finale   | Finale   | Finale   | Finale   | Finale  | Finale    |
| Atleta          | Evento             | Attrezzo       | Attrezzo       | Attrezzo       | Attrezzo       | Totale         | Posizione      | Attrezzo | Attrezzo | Attrezzo | Attrezzo | Totale  | Posizione |
| Atleta          | Evento             | CL             | V              | PA             | T              | Totale         | Posizione      | CL       | V        | PA       | T        | Totale  | Posizione |
| --------------- | ------------------ | -------------- | -------------- | -------------- | -------------- | -------------- | -------------- | -------- | -------- | -------- | -------- | ------- | --------- |
| Deng Linlin     | Concorso a squadre | 13,833         | 14,833         | 14,166         | 15,166 Q       | 57,998         | 6ª Q           | 14,900   | N.D.     | 13,766   | 13,733   | N.D.    | N.D.      |
| He Kexin        | Concorso a squadre | N.D.           | 13,733         | 15,966 Q       | N.D.           | N.D.           | N.D.           | N.D.     | 15,766   | N.D.     | N.D.     | N.D.    | N.D.      |
| Huang Qiushuang | Concorso a squadre | 13,575         | 15,000         | 15,266         | 13,866         | 57,707         | 10ª Q          | 15,033   | 15,100   | 13,800   | 12,500   | N.D.    | N.D.      |
| Sui Lu          | Concorso a squadre | 14,233         | N.D.           | N.D.           | 15,400 Q       | N.D.           | N.D.           | N.D.     | N.D.     | 15,366   | 14,600   | N.D.    | N.D.      |
| Yao Jinnan      | Concorso a squadre | 13,066         | 13,133         | 15,766 Q       | 12,833         | 54,798         | 22ª            | 14,333   | 15,533   | N.D.     | N.D.     | N.D.    | N.D.      |
| Totale          | Concorso a squadre | 41,641         | 43,566         | 46,998         | 44,432         | 176,637        | 3ª Q           | 44,266   | 46,399   | 42,932   | 40,833   | 174,430 | 4ª        |

Finali individuali
| Atleta          | Evento                 | Attrezzo | Attrezzo | Attrezzo | Attrezzo | Totale | Posizione |
| Atleta          | Evento                 | CL       | V        | PA       | T        | Totale | Posizione |
| --------------- | ---------------------- | -------- | -------- | -------- | -------- | ------ | --------- |
| Deng Linlin     | Concorso individuale   | 14,900   | 14,266   | 15,300   | 13,933   | 58,399 | 6ª        |
| Deng Linlin     | Trave                  | N.D.     | N.D.     | N.D.     | 15,600   | 15,600 |           |
| He Kexin        | Parallele asimmetriche | N.D.     | N.D.     | 15,933   | N.D.     | 15,933 |           |
| Huang Qiushuang | Concorso individuale   | 14,916   | 15,133   | 14,133   | 13,933   | 58,115 | 7ª        |
| Sui Lu          | Trave                  | N.D.     | N.D.     | N.D.     | 15,500   | 15,500 |           |
| Yao Jinnan      | Parallele asimmetriche | N.D.     | N.D.     | 15,766   | N.D.     | 15,766 | 4ª        |

#### Ginnastica ritmica
Femminile
| Atleta      | Evento               | Qualificazione | Qualificazione | Qualificazione | Qualificazione | Qualificazione | Qualificazione | Finale          | Finale          | Finale          | Finale          | Finale          | Finale          |
| Atleta      | Evento               | Attrezzo       | Attrezzo       | Attrezzo       | Attrezzo       | Totale         | Classifica     | Attrezzo        | Attrezzo        | Attrezzo        | Attrezzo        | Totale          | Classifica      |
| Atleta      | Evento               | Cerchio        | Palla          | Clavi          | Nastro         | Totale         | Classifica     | Cerchio         | Palla           | Clavi           | Nastro          | Totale          | Classifica      |
| ----------- | -------------------- | -------------- | -------------- | -------------- | -------------- | -------------- | -------------- | --------------- | --------------- | --------------- | --------------- | --------------- | --------------- |
| Deng Senyue | Concorso individuale | 27,150         | 26,800         | 27,575         | 27,300         | 108,825        | 11ª            | non qualificata | non qualificata | non qualificata | non qualificata | non qualificata | non qualificata |

#### Trampolino elastico
Maschile
| Atleta      | Evento      | Qualificazioni | Qualificazioni | Finale    | Finale     |
| Atleta      | Evento      | Punteggio      | Classifica     | Punteggio | Classifica |
| ----------- | ----------- | -------------- | -------------- | --------- | ---------- |
| Dong Dong   | Individuale | 112,895        | 1º Q           | 62,990    |            |
| Lu Chunlong | Individuale | 112,299        | 3º Q           | 61,319    |            |

Femminile
| Atleta         | Evento      | Qualificazioni | Qualificazioni | Finale    | Finale     |
| Atleta         | Evento      | Punteggio      | Classifica     | Punteggio | Classifica |
| -------------- | ----------- | -------------- | -------------- | --------- | ---------- |
| He Wenna       | Individuale | 105,500        | 1ª Q           | 55,950    |            |
| Huang Shanshan | Individuale | 104,759        | 2ª Q           | 56,730    |            |

### Hockey su prato

#### Femminile
Rosa
| N° | Naz.            | Ruolo | Sportivo      |  |  |  |
| -- | --------------- | ----- | ------------- |  |  |  |
| 1  | Cina (bandiera) | P     | Ma Yibo       |  |  |  |
| 2  | Cina (bandiera) |       | Wang Mengyu   |  |  |  |
| 5  | Cina (bandiera) |       | Ma Wei        |  |  |  |
| 6  | Cina (bandiera) |       | Sun Sinan     |  |  |  |
| 7  | Cina (bandiera) |       | Cui Qiuxia    |  |  |  |
| 8  | Cina (bandiera) |       | Fu Baorong    |  |  |  |
| 10 | Cina (bandiera) |       | Gao Lihua     |  |  |  |
| 16 | Cina (bandiera) | P     | Zhang Yimeng  |  |  |  |
| 17 | Cina (bandiera) |       | Li Hongxia    |  |  |  |
| 18 | Cina (bandiera) |       | Ren Ye        |  |  |  |
| 21 | Cina (bandiera) |       | Zhao Yudiao   |  |  |  |
| 22 | Cina (bandiera) |       | Song Qingling |  |  |  |
| 23 | Cina (bandiera) |       | De Jiaojiao   |  |  |  |
| 25 | Cina (bandiera) |       | Xu Xiaoxu     |  |  |  |
| 28 | Cina (bandiera) |       | Liang Meiyu   |  |  |  |
| 29 | Cina (bandiera) |       | Peng Yang     |  |  |  |

Riserve:
- Li Dongxiao (P)
- Tang Chunling

Fase a gironi - Gruppo A
| Pos. | Squadra       | Pt | G | V | N | P | GF | GS | DR |
| ---- | ------------- | -- | - | - | - | - | -- | -- | -- |
| 1    | Olanda        | 15 | 5 | 5 | 0 | 0 | 12 | 5  | +7 |
| 2    | Gran Bretagna | 9  | 5 | 3 | 0 | 2 | 14 | 7  | +7 |
| 3    | Cina          | 7  | 5 | 2 | 1 | 2 | 6  | 3  | +3 |
| 4    | Corea del Sud | 6  | 5 | 2 | 0 | 3 | 9  | 13 | -4 |
| 5    | Giappone      | 4  | 5 | 1 | 1 | 3 | 4  | 9  | -5 |
| 5    | Belgio        | 2  | 5 | 0 | 2 | 3 | 2  | 10 | -8 |

| Arbitri: | Frances Block Julie Ashton-Lucy |

|                                                       |           |  |
| Ma Y. 26’ (ac), 67’ (ac) Zhao Y. 51’ Li H. 54’ (rig.) | Marcatori |  |

| Londra 31 luglio 2012, ore 13:45 BST | Belgio                       | 0 – 0 referto | Cina | Riverbank Arena\| Arbitri: \| Kelly Hudson Irene Presenqui \| |
| Arbitri:                             | Kelly Hudson Irene Presenqui |               |      |                                                               |

| Arbitri: | Michelle Joubert Chieko Soma |

|  |           |                |
|  | Marcatori | 10’ M. Goderie |

| Arbitri: | Soledad Iparraguirre Carol Metchette |

|                                 |           |                    |
| Fu B. 41’ (ac) Zhao Y. 47’ (ac) | Marcatori | 69’ (ac) C. Cullen |

| Arbitri: | Elena Eskina Kelly Hudson |

|  |           |                      |
|  | Marcatori | 54’ (ac) R. Komazawa |

Finale 5º e 6º posto
| Arbitri: | Frances Block Michelle Joubert |

|  |           |                                   |
|  | Marcatori | 41’ (rig.) J. Schulz 60’ J. Close |

- Cina - Posizione nella classifica finale: 6º posto

### Judo
Maschile
| Atleta   | Evento | Preliminari          | 16-esimi                      | Ottavi               | Quarti               | Semifinali           | Ripescaggio          | Med. bronzo          | Finale               | Posizione       |
| Atleta   | Evento | Avversario Risultato | Avversario Risultato          | Avversario Risultato | Avversario Risultato | Avversario Risultato | Avversario Risultato | Avversario Risultato | Avversario Risultato | Posizione       |
| -------- | ------ | -------------------- | ----------------------------- | -------------------- | -------------------- | -------------------- | -------------------- | -------------------- | -------------------- | --------------- |
| A Lamusi | −60 kg | Bye                  | J. Guédez (VEN) P (0000-0111) | non qualificato      | non qualificato      | non qualificato      | non qualificato      | non qualificato      | non qualificato      | non qualificato |

Femminile
| Atleta     | Evento | 16-esimi                         | Ottavi                           | Quarti                               | Semifinali                      | Ripescaggio                         | Med. bronzo                     | Finale                        | Posizione       |
| Atleta     | Evento | Avversario Risultato             | Avversario Risultato             | Avversario Risultato                 | Avversario Risultato            | Avversario Risultato                | Avversario Risultato            | Avversario Risultato          | Posizione       |
| ---------- | ------ | -------------------------------- | -------------------------------- | ------------------------------------ | ------------------------------- | ----------------------------------- | ------------------------------- | ----------------------------- | --------------- |
| Wu Shugen  | -48 kg | Bye                              | L. Kearney (IRL) V (1011-0012)   | S. Menezes (BRA) P (0002-0011)       | non qualificata                 | É. Csernoviczki (HUN) P (0002-0021) | non qualificata                 | non qualificata               | non qualificata |
| He Hongmei | -52 kg | P. Gneto (FRA) P (0012-0111)     | non qualificata                  | non qualificata                      | non qualificata                 | non qualificata                     | non qualificata                 | non qualificata               | non qualificata |
| Wang Hui   | -57 kg | C. Căprioriu (ROU) P (0000-0102) | non qualificata                  | non qualificata                      | non qualificata                 | non qualificata                     | non qualificata                 | non qualificata               | non qualificata |
| Xu Lili    | -63 kg | M. Silva (BRA) V (0101-0001)     | E. Gwend (ITA) V (0211-0002)     | E. Willeboordse (NED) V (1000-0001)  | Joung D.-w. (KOR) V (0011-0002) | Bye                                 | Bye                             | U. Žolnir (SLO) P (0011-0100) |                 |
| Chen Fei   | -70 kg | K. Kłys (POL) V (1001-0000)      | H. Miled (TUN) V (1000-0001)     | H. Tachimoto (JPN) V (0020-0020) YUS | K. Thiele (GER) P (0000-0001)   | Bye                                 | Y. Alvear (COL) P (0001-0011)   | non qualificata               | 5ª              |
| Yang Xiuli | -78 kg | Bye                              | A.A. Aung (MYA) V (0100-0000)    | A. Tcheuméo (FRA) P (0001-0101)      | non qualificata                 | M. Verkerk (NED) P (0000-0000) YUS  | non qualificata                 | non qualificata               | 7ª              |
| Tong Wen   | +78 kg | V. Zambotti (MEX) V (0100-0000)  | U. Sadkowska (POL) V (0101-0000) | I. Kindzers'ka (UKR) V (0100-0000)   | I. Ortiz (CUB) P (0001–0010)    | Bye                                 | M. Altheman (BRA) V (0100-0001) | non qualificata               |                 |

### Lotta
| VT | Vittoria per atterramento                           |
| PP | Vittoria a punti (lo sconfitto con punti tecnici)   |
| PO | Vittoria a punti (lo sconfitto senza punti tecnici) |

#### Libera
Maschile
| Atleta         | Evento  | Qualificazione          | Ottavi                             | Quarti                  | Semifinali              | Ripescaggio Turno 1     | Ripescaggio Turno 2     | Finale                  | Pos.                    |
| Atleta         | Evento  | Avversario Risultato    | Avversario Risultato               | Avversario Risultato    | Avversario Risultato    | Avversario Risultato    | Avversario Risultato    | Avversario Risultato    | Pos.                    |
| -------------- | ------- | ----------------------- | ---------------------------------- | ----------------------- | ----------------------- | ----------------------- | ----------------------- | ----------------------- | ----------------------- |
| Zhang Chongyao | -74 kg  | Bye                     | G. Hatos (HUN) P 0-3 PO (0-2, 0-2) | non qualificato         | non qualificato         | non qualificato         | non qualificato         | non qualificato         | 17º                     |
| Liang Lei      | -120 kg | ritirato per infortunio | ritirato per infortunio            | ritirato per infortunio | ritirato per infortunio | ritirato per infortunio | ritirato per infortunio | ritirato per infortunio | ritirato per infortunio |

Femminile
| Atleta      | Evento | Qualificazione                    | Ottavi                               | Quarti                                | Semifinali                                 | Ripescaggio Turno 2  | Ripescaggio Turno 2  | Finale                                      | Pos. |
| Atleta      | Evento | Avversario Risultato              | Avversario Risultato                 | Avversario Risultato                  | Avversario Risultato                       | Avversario Risultato | Avversario Risultato | Avversario Risultato                        | Pos. |
| ----------- | ------ | --------------------------------- | ------------------------------------ | ------------------------------------- | ------------------------------------------ | -------------------- | -------------------- | ------------------------------------------- | ---- |
| Zhao Shasha | -48 kg | C. Chun (USA) P 0-3 PO (0-5, 0-1) | non qualificata                      | non qualificata                       | non qualificata                            | non qualificata      | non qualificata      | non qualificata                             | 18ª  |
| Jing Ruixue | -63 kg | Bye                               | Choe U.-g. (PRK) V 3-0 PO (7-2, 1-0) | M. Michalik (POL) V 3-0 PO (3-0, 2-0) | L. Volosova (RUS) V 3-1 PP (2-3, 1-0, 1-0) | Bye                  | Bye                  | K. Ichō (JPN) P 0-3 PO (0-3, 0-2)           |      |
| Wang Jiao   | -72 kg | Bye                               | A. Obiajunwa (NGR) V 5-0 VT (4-0)    | S. Saenko (MDA) V 5-0 VT (1-0, 4-0)   | N. Vorob'ëva (RUS) P 0-5 VT (0-3)          | Bye                  | Bye                  | G. Manyurova (KAZ) P 1-3 PP (1-1, 1-4, 0-1) | 5ª   |

#### Greco-Romana
Maschile
| Atleta      | Evento  | Qualificazione                                | Ottavi                                       | Quarti                                | Semifinali           | Ripescaggio Turno 2                       | Ripescaggio Turno 2                  | Finale               | Pos. |
| Atleta      | Evento  | Avversario Risultato                          | Avversario Risultato                         | Avversario Risultato                  | Avversario Risultato | Avversario Risultato                      | Avversario Risultato                 | Avversario Risultato | Pos. |
| ----------- | ------- | --------------------------------------------- | -------------------------------------------- | ------------------------------------- | -------------------- | ----------------------------------------- | ------------------------------------ | -------------------- | ---- |
| Li Shujin   | -55 kg  | V. Rahimov (UKR) V 3-1 PP (4-0, 0-2, 2-0)     | A. Kostadinov (BUL) V 3-1 PP (0-2, 2-0, 2-0) | R. Bayramov (AZE) P 0-3 PO (0-3, 0-2) | non qualificato      | Bye                                       | M. Semënov (RUS) P 0-3 PO (0-2, 0-1) | non qualificato      | 7º   |
| Sheng Jiang | -60 kg  | O. Norouzi (IRI) P 1-3 PP (0-1, 2-0, 0-1)     | non qualificato                              | non qualificato                       | non qualificato      | I. Angelov (BUL) V 1-3 PP (2-0, 0-1, 0-4) | non qualificato                      | non qualificato      | 10º  |
| Liu Deli    | -120 kg | M. Deák-Bárdos (HUN) P 1-3 PP (1-0, 0-1, 0-1) | non qualificato                              | non qualificato                       | non qualificato      | non qualificato                           | non qualificato                      | non qualificato      | 13º  |

### Nuoto e sport acquatici

#### Nuoto
Maschile
| Atleta                                                             | Evento               | Batterie | Batterie   | Semifinali      | Semifinali      | Finale          | Finale          |
| Atleta                                                             | Evento               | Tempo    | Classifica | Tempo           | Classifica      | Tempo           | Classifica      |
| ------------------------------------------------------------------ | -------------------- | -------- | ---------- | --------------- | --------------- | --------------- | --------------- |
| Chen Yin                                                           | 200 m farfalla       | 1'55"60  | 6º Q       | 1'54"43         | 3º Q            | 1'55"18         | 8º              |
| Cheng Chen                                                         | 200 m rana           | 2'19"83  | 33º        | non qualificato | non qualificato | non qualificato | non qualificato |
| Cheng Feiyi                                                        | 100 m dorso          | 53"22    | 2º Q       | 53"50           | 6º Q            | 53"77           | 8º              |
| Dai Jun                                                            | 1500 m stile libero  | 15'13"90 | 15º        | N.D.            | N.D.            | non qualificato | non qualificato |
| Hao Yun                                                            | 400 m stile libero   | 3'46"88  | 6º Q       | N.D.            | N.D.            | 3'46"02         | 4º              |
| He Jianbin                                                         | 100 m dorso          | 54"81    | 21º        | non qualificato | non qualificato | non qualificato | non qualificato |
| Li Xiayan                                                          | 100 m rana           | 1'01"55  | 28º        | non qualificato | non qualificato | non qualificato | non qualificato |
| Li Yunqi                                                           | 200 m stile libero   | 1'48"72  | 23º        | non qualificato | non qualificato | non qualificato | non qualificato |
| Lü Zhiwu                                                           | 100 m stile libero   | DNS      | DNS        | non qualificato | non qualificato | non qualificato | non qualificato |
| Sun Yang                                                           | 200 m stile libero   | 1'46"24  | 1º Q       | 1'45"61         | 1º Q            | 1'44"93         |                 |
| Sun Yang                                                           | 400 m stile libero   | 3'45"07  | 1º Q       | N.D.            | N.D.            | 3'40"14         |                 |
| Sun Yang                                                           | 1500 m stile libero  | 14'43"25 | 1º Q       | N.D.            | N.D.            | 14'31"02        |                 |
| Wang Chengxiang                                                    | 400 m misti          | 4'15"57  | 14º        | N.D.            | N.D.            | non qualificato | non qualificato |
| Wang Shun                                                          | 200 m misti          | 2'00"85  | =22º       | non qualificato | non qualificato | non qualificato | non qualificato |
| Wu Peng                                                            | 200 m farfalla       | 1'55"88  | 10º Q      | 1'55"65         | 11º             | non qualificato | non qualificato |
| Wu Peng                                                            | 200 m misti          | 2'01"43  | 30º        | non qualificato | non qualificato | non qualificato | non qualificato |
| Xu Jiayu                                                           | 200 m dorso          | 2'00"26  | 28º        | non qualificato | non qualificato | non qualificato | non qualificato |
| Yang Shi                                                           | 50 m stile libero    | 22"64    | 26º        | non qualificato | non qualificato | non qualificato | non qualificato |
| Yang Zhixian                                                       | 400 m misti          | 4'15"45  | 12º        | N.D.            | N.D.            | non qualificato | non qualificato |
| Zhang Fenglin                                                      | 200 m dorso          | 1'56"71  | 3º Q       | 1'55"56         | 3º Q            | 1'55"59         | 4º              |
| Zhou Jiawei                                                        | 100 m farfalla       | 52"03    | 8º Q       | 52"30           | 13º             | non qualificato | non qualificato |
| Chen Zuo He Jianbin Lu Zhiwu Shi Tengfei Zhang Enjian              | 4×100 m stile libero | 3'17"00  | 11º        | N.D.            | N.D.            | non qualificati | non qualificati |
| Hao Yun Jiang Haiqi Li Yunqi Sun Yang Dai Jun Lü Zhiwu             | 4×200 m stile libero | 7'11"35  | 6º Q       | N.D.            | N.D.            | 7'06"30         |                 |
| Chen Weiwu Cheng Chen He Jianbin Huang Yunkun Lu Zhiwu Zhou Jiawei | 4×100 m misti        | 3'34"65  | 11º        | N.D.            | N.D.            | non qualificati | non qualificati |

Femminile
| Atleta                                                                    | Evento               | Batterie | Batterie   | Semifinali      | Semifinali      | Finalekm        | Finalekm        |
| Atleta                                                                    | Evento               | Tempo    | Classifica | Tempo           | Classifica      | Tempo           | Classifica      |
| ------------------------------------------------------------------------- | -------------------- | -------- | ---------- | --------------- | --------------- | --------------- | --------------- |
| Bai Anqi                                                                  | 200 m dorso          | 2'11"26  | 19ª        | non qualificata | non qualificata | non qualificata | non qualificata |
| Fu Yuanhui                                                                | 100 m dorso          | 59"96    | 8ª Q       | 59"82           | 8ª Q            | 1'00"50         | 8ª              |
| Ji Liping                                                                 | 200 m rana           | 2'25"76  | =7ª Q      | 2'27"26         | 13ª             | non qualificata | non qualificata |
| Jiao Liuyang                                                              | 100 m farfalla       | 57"71    | 6ª Q       | 58"04           | 9ª              | non qualificata | non qualificata |
| Jiao Liuyang                                                              | 200 m farfalla       | 2'07"15  | 2ª Q       | 2'06"10         | 2ª Q            | 2'04"06         |                 |
| Li Jiaxing                                                                | 200 m misti          | 2'13"43  | 13ª Q      | 2'12"69         | 11ª             | non qualificata | non qualificata |
| Li Xuanxu                                                                 | 400 m stile libero   | 4'10"95  | 19ª        | N.D.            | N.D.            | non qualificata | non qualificata |
| Li Xuanxu                                                                 | 400 m misti          | 4'34"28  | 4ª Q       | N.D.            | N.D.            | 4'32"91         |                 |
| Liu Xiaoyu                                                                | 100 m rana           | 1'07"99  | 17ª        | non qualificata | non qualificata | non qualificata | non qualificata |
| Liu Zige                                                                  | 200 m farfalla       | 2'08"72  | 11ª Q      | 2'06"99         | 6ª Q            | 2'07"77         | 8ª              |
| Lu Ying                                                                   | 100 m farfalla       | 57"17    | 2ª Q       | 57"51           | 6ª Q            | 56"87           |                 |
| Shao Yiwen                                                                | 400 m stile libero   | 4'08"41  | 14ª        | N.D.            | N.D.            | non qualificata | non qualificata |
| Shao Yiwen                                                                | 800 m stile libero   | 8'27"78  | 9ª         | N.D.            | N.D.            | non qualificata | non qualificata |
| Song Wenyan                                                               | 200 m stile libero   | 1'59"47  | 21ª        | non qualificata | non qualificata | non qualificata | non qualificata |
| Sun Ye                                                                    | 200 m rana           | 2'27"94  | 24ª        | non qualificata | non qualificata | non qualificata | non qualificata |
| Tang Yi                                                                   | 100 m stile libero   | 53"28    | 1ª Q       | 53"60           | 4ª              | 53"44           |                 |
| Wang Shijia                                                               | 200 m stile libero   | 1'58"73  | 14ª Q      | 1'58"63         | 15ª             | non qualificata | non qualificata |
| Xin Xin                                                                   | 800 m stile libero   | 8'40"88  | 24ª        | N.D.            | N.D.            | non qualificata | non qualificata |
| Yanqiao Fang                                                              | Maratona 10 km       | N.D.     | N.D.       | N.D.            | N.D.            | ritirata        | ritirata        |
| Yao Yige                                                                  | 200 m dorso          | 2'12"14  | 22ª        | non qualificata | non qualificata | non qualificata | non qualificata |
| Ye Shiwen                                                                 | 200 m misti          | 2'08"90  | 1ª Q       | 2'08"39         | 1ª Q            | 2'07"57         |                 |
| Ye Shiwen                                                                 | 400 m misti          | 4'31"73  | 2ª Q       | N.D.            | N.D.            | 4'28"43         |                 |
| Zhao Jin                                                                  | 100 m rana           | 1'07"68  | 13ª Q      | 1'07"97         | 15ª             | non qualificata | non qualificata |
| Zhao Jing                                                                 | 100 m dorso          | 59"97    | 9ª Q       | 59"55           | 5ª Q            | 59"23           | 6ª              |
| Zhu Qianwei                                                               | 50 m stile libero    | 25"54    | =24ª       | non qualificata | non qualificata | non qualificata | non qualificata |
| Qiu Yuhan Tang Yi Wang Haibing Wang Shijia Zhu Qianwei Pang Jiaying       | 4×100 m stile libero | 3'37"91  | 4ª Q       | N.D.            | N.D.            | 3'36"75         | 4ª              |
| Chen Qian Liu Jing Pang Jiaying Tang Yi Wang Shijia Ye Shiwen Zhu Qianwei | 4×200 m stile libero | 7'53"66  | 6ª Q       | N.D.            | N.D.            | 7'53"11         | 6ª              |
| Gao Chang Ji Liping Jiao Liuyang Lu Ying Sun Ye Tang Yi Zhao Jing         | 4×100 m misti        | 3'59"38  | 7ª Q       | N.D.            | N.D.            | 3'56"41         | 5ª              |

#### Nuoto sincronizzato
| Atleta                                                                                            | Evento  | Programma tecnico (Preliminari) | Programma tecnico (Preliminari) | Programma libero (Preliminari) | Programma libero (Preliminari) | Programma libero (Preliminari) | Programma libero (Preliminari) | Programma libero (Finale) | Programma libero (Finale) | Programma libero (Finale) | Programma libero (Finale) |
| Atleta                                                                                            | Evento  | Punti                           | Classifica                      | Punti                          | Classifica                     | Punti totali                   | Classifica                     | Punti                     | Classifica                | Punti totali              | Classifica                |
| ------------------------------------------------------------------------------------------------- | ------- | ------------------------------- | ------------------------------- | ------------------------------ | ------------------------------ | ------------------------------ | ------------------------------ | ------------------------- | ------------------------- | ------------------------- | ------------------------- |
| Huang Xuechen Liu Ou                                                                              | Duo     | 96,100                          | 2ª                              | 96,710                         | 2ª                             | 192,810                        | 2ª Q                           | 96,770                    | 3ª                        | 192,870                   |                           |
| Chang Si Chen Xiaojun Huang Xuechen Jiang Tingting Jiang Wenwen Liu Ou Luo Xi Sun Wenyan Wu Yiwen | Squadre | 97,000                          | 2ª                              | N.D.                           | N.D.                           | N.D.                           | N.D.                           | 97,010                    | 2ª                        | 194,010                   |                           |

#### Pallanuoto

##### Femminile
Rosa
| N° | Naz.            | Ruolo | Sportivo     | Anno | Alt.   | Peso   |  |  |
| -- | --------------- | ----- | ------------ | ---- | ------ | ------ |  |  |
| 1  | Cina (bandiera) | P     | Yang Jun     | 1988 | 1,80 m | 69 kg  |  |  |
| 2  | Cina (bandiera) | D     | Teng Fei     | 1988 | 1,69 m | 65 kg  |  |  |
| 3  | Cina (bandiera) | D     | Liu Ping     | 1987 | 1,74 m | 67 kg  |  |  |
| 4  | Cina (bandiera) | A     | Sun Yujun    | 1987 | 1,68 m | 65 kg  |  |  |
| 5  | Cina (bandiera) | CB    | He Jin       | 1987 | 1,78 m | 100 kg |  |  |
| 6  | Cina (bandiera) | A     | Sun Yating   | 1988 | 1,80 m | 80 kg  |  |  |
| 7  | Cina (bandiera) | D     | Song Donglun | 1991 | 1,78 m | 82 kg  |  |  |
| 8  | Cina (bandiera) | A     | Gao Ao       | 1990 | 1,73 m | 75 kg  |  |  |
| 9  | Cina (bandiera) | A     | Wang Yi      | 1987 | 1,78 m | 69 kg  |  |  |
| 10 | Cina (bandiera) | CV    | Ma Huanhuan  | 1990 | 1,77 m | 69 kg  |  |  |
| 11 | Cina (bandiera) | CB    | Sun Huizi    | 1990 | 1,82 m | 69 kg  |  |  |
| 12 | Cina (bandiera) | A     | Zhang Lei    | 1988 | 1,71 m | 65 kg  |  |  |
| 13 | Cina (bandiera) | P     | Wang Ying    | 1988 | 1,85 m | 76 kg  |  |  |

- Allenatore:  Juan Jane Giralt

Fase a gironi - Gruppo A
| Arbitri: | Alan Balfanbayev Cory Williams |

|                                                                   |           |                              |
| J. Pareja M. García A. Espar P. Peña Carrasco O. Meseguer A. Blas | Marcatori | Wang Y. Ma H. He J. Zhang L. |

| Arbitri: | Georgios Stavridis Svetlana Dreval |

|                                                      |           |                                                  |
| B. Bujka D. Czigány G. Szűcs R. Keszthelyi D. Csabai | Marcatori | Wang Y. Gao A. Sun Yujun Sun Yating Sun H. Ma H. |

| Arbitri: | Daniel Flahive Mario Brguljan |

|                                   |           |                                                  |
| Sun Yujun Sun Yating Sun H. Ma H. | Marcatori | E. Windes K. Rulon B. Villa M. Steffens A. Dries |

| Pos. | Squadra     | Pt | G | V | N | P | GF | GS | DR |
| ---- | ----------- | -- | - | - | - | - | -- | -- | -- |
| 1    | Spagna      | 5  | 3 | 2 | 1 | 0 | 33 | 26 | +7 |
| 2    | Stati Uniti | 5  | 3 | 2 | 1 | 0 | 30 | 28 | +2 |
| 3    | Ungheria    | 2  | 3 | 1 | 0 | 2 | 35 | 37 | -2 |
| 4    | Cina        | 0  | 3 | 0 | 0 | 3 | 22 | 29 | -7 |

Quarti di finale
| Arbitri: | Georgios Stavridis Dragan Štampalija |

|                                                                                               |                |                                                 |
| K. Gynther G. Beadsworth N. Zagame R. Webster G. Ralph A. Southern M. Rippon H. Lincoln-Smith | Marcatori      | Ma H. He J. Teng F. Sun H. Sun Yujun Sun Yating |
| M. Rippon H. Lincoln-Smith G. Ralph A. Southern                                               | Shootout 4 – 2 | Song D. He J.                                   |

Semifinale 5º - 8º posto
| Arbitri: | Svetlana Dreval Anton Bervoets |

|                                                                     |           |                                                                   |
| T. Di Mario G. Emmolo F. Radicchi E. Casanova S. Abbate R. Bianconi | Marcatori | Wang Y. Teng F. Sun Yujun Ma H. He J. Sun Yating Song D. Zhang L. |

Finale 5º posto
| Arbitri: | Brian Littlejohb Steven Ritsart |

|                                         |           |                                                                                    |
| Wang Y. Teng F. Sun H. Ma H. Sun Yating | Marcatori | E. Prokof'eva N. Fedotova O. Beljaeva O. Belova E. Ivanova A. Antonova D. Antonova |

- Cina - Posizione nella classifica finale: 5º posto.

#### Tuffi
Maschile
| Atleta                 | Evento                  | Preliminari | Preliminari | Semifinale | Semifinale | Finale | Finale     |
| Atleta                 | Evento                  | Punti       | Classifica  | Punti      | Classifica | Punti  | Classifica |
| ---------------------- | ----------------------- | ----------- | ----------- | ---------- | ---------- | ------ | ---------- |
| He Chong               | Trampolino 3 m          | 500,90      | 2º Q        | 510,15     | 1º Q       | 524,15 |            |
| Qin Kai                | Trampolino 3 m          | 451,60      | 11º Q       | 500,35     | 3º Q       | 541,75 |            |
| Lin Yue                | Piattaforma 10 m        | 532,15      | 2º Q        | 541,80     | 2º Q       | 527,30 | 6º         |
| Qiu Bo                 | Piattaforma 10 m        | 563,70      | 1º Q        | 563,55     | 1º Q       | 566,85 |            |
| Luo Yutong Qin Kai     | Trampolino 3 m sincro   | N.D.        | N.D.        | N.D.       | N.D.       | 477,00 |            |
| Cao Yuan Zhang Yanquan | Piattaforma 10 m sincro | N.D.        | N.D.        | N.D.       | N.D.       | 486,78 |            |

Femminile
| Atleta               | Evento                  | Preliminari | Preliminari | Semifinale | Semifinale | Finale | Finale     |
| Atleta               | Evento                  | Punti       | Classifica  | Punti      | Classifica | Punti  | Classifica |
| -------------------- | ----------------------- | ----------- | ----------- | ---------- | ---------- | ------ | ---------- |
| He Zi                | Trampolino 3 m          | 363,85      | 2ª Q        | 354,50     | 3ª Q       | 379,20 |            |
| Wu Minxia            | Trampolino 3 m          | 387,75      | 1ª Q        | 394,40     | 1ª Q       | 414,00 |            |
| Chen Ruolin          | Piattaforma 10 m        | 392,35      | 1ª Q        | 407,25     | 1ª Q       | 422,30 |            |
| Hu Yadan             | Piattaforma 10 m        | 337,85      | 6ª Q        | 328,25     | 9ª Q       | 349,50 | 9ª         |
| He Zi Wu Minxia      | Trampolino 3 m sincro   | N.D.        | N.D.        | N.D.       | N.D.       | 346,20 |            |
| Chen Ruolin Wang Hao | Piattaforma 10 m sincro | N.D.        | N.D.        | N.D.       | N.D.       | 368,40 |            |

### Pallacanestro

#### Maschile
Fase a gironi - Gruppo B
| Arbitri: | Luigi Lamonica Felicia Grinter Fernando Sampietro |

|             |          |           |
| P. Gasol 21 | Punti    | 30 Yi J.  |
| M. Gasol 5  | Assist   | 5 Chen J. |
| P. Gasol 11 | Rimbalzi | 12 Yi J.  |

| Arbitri: | Saša Pukl Robert Lottermoser William Kennedy |

|            |          |                 |
| Yi J. 16   | Punti    | 16 Kirilenko    |
| Jianghua 4 | Assist   | 6 Chrjapa, Šved |
| Yi J. 7    | Rimbalzi | 12 Chrjapa      |

| Arbitri: | Recep Ankaralı Pablo Estévez Stephen Seibel |

|               |          |                   |
| Mills 20      | Punti    | 21 Wang S.        |
| Ingles 7      | Assist   | 3 Wang S.         |
| Worthington 8 | Rimbalzi | 12 Wang Z., Yi J. |

| Arbitri: | Carl Jungebrand Boris Ryžik Oļegs Latiševs |

|         |          |               |
| Zhu 13  | Punti    | 14 Marquinhos |
| Chen 2  | Assist   | 6 Taylor      |
| Yi J. 6 | Rimbalzi | 13 Varejão    |

| Arbitri: | Cristiano Maranho Fernando Sampietro Vaughan Mayberry |

|             |          |            |
| Achara 16   | Punti    | 11 Wang Z. |
| Lawrence 6  | Assist   | 4 Liu      |
| Archibald 9 | Rimbalzi | 14 Yi L.   |

| Squadra       | title="Punti">P.ti | title="Giocate">G | title="Vinte">V | title="Perse">P | title="Punti fatti">PF | title="Punti subiti">PS | title="Differenza punti">DP | title="Scontro diretto">SD |
| ------------- | ------------------ | ----------------- | --------------- | --------------- | ---------------------- | ----------------------- | --------------------------- | -------------------------- |
| Russia        | 9                  | 5                 | 4               | 1               | 400                    | 359                     | +41                         | 1-0                        |
| Brasile       | 9                  | 5                 | 4               | 1               | 402                    | 349                     | +53                         | 0-1                        |
| Spagna        | 8                  | 5                 | 3               | 2               | 414                    | 394                     | +20                         | 1-0                        |
| Australia     | 8                  | 5                 | 3               | 2               | 410                    | 373                     | +37                         | 0-1                        |
| Gran Bretagna | 6                  | 5                 | 1               | 4               | 380                    | 405                     | -25                         |                            |
| Cina          | 5                  | 5                 | 0               | 5               | 313                    | 439                     | -126                        |                            |

- Cina eliminata alla fase a gironi. Posizione nella classifica finale: 12º posto

#### Femminile
Fase a gironi - Gruppo A
| Arbitri: | Jorge Vázquez Vaughan Mayberry Carole Delaune |

|           |          |                  |
| Ma 16     | Punti    | 14 Vítečková     |
| Miao 8    | Assist   | 3 tre giocatrici |
| Chen N. 8 | Rimbalzi | 9 Horáková       |

| Arbitri: | Michael Aylen Elena Chernova Felicia Grinter |

|                  |          |            |
| Mandir 22        | Punti    | 28 Chen N. |
| Jelavić, Lelas 4 | Assist   | 10 Miao    |
| Ivezić 6         | Rimbalzi | 10 Chen N. |

| Arbitri: | Christos Christodoulou Samir Abaakil Shenal Bendke |

|        |          |                  |
| Ma 15  | Punti    | 12 Guadalupe     |
| Miao 5 | Assist   | 2 tre giocatrici |
| Gao 9  | Rimbalzi | 9 Tomás          |

| Arbitri: | Carl Jungebrand Felicia Grinter Vaughan Mayberry |

|                  |          |               |
| Yılmaz 16        | Punti    | 19 Chen N.    |
| Alben 5          | Assist   | 6 Miao        |
| Hollingsworth 11 | Rimbalzi | 8 Chen N., Ma |

| Arbitri: | Guerrino Cerebuch Boris Ryžik Carole Delauné |

|                      |          |             |
| Song 15              | Punti    | 22 Taurasi  |
| Miao 8               | Assist   | 7 Catchings |
| quattro giocatrici 3 | Rimbalzi | 7 Moore     |

| Squadra     | title="Punti">P.ti | title="Giocate">G | title="Vinte">V | title="Perse">P | title="Punti fatti">PF | title="Punti subiti">PS | title="Differenza punti">DP |
| ----------- | ------------------ | ----------------- | --------------- | --------------- | ---------------------- | ----------------------- | --------------------------- |
| Stati Uniti | 10                 | 5                 | 5               | 0               | 462                    | 279                     | +183                        |
| Turchia     | 9                  | 5                 | 4               | 1               | 343                    | 316                     | +27                         |
| Cina        | 8                  | 5                 | 3               | 2               | 346                    | 363                     | -17                         |
| Rep. Ceca   | 7                  | 5                 | 2               | 3               | 346                    | 332                     | +14                         |
| Croazia     | 6                  | 5                 | 1               | 4               | 324                    | 379                     | -55                         |
| Angola      | 5                  | 5                 | 0               | 5               | 243                    | 395                     | -152                        |

Quarti di finale
| Arbitri: | Oļegs Latiševs Elena Chernova Carole Delauné |

|            |          |           |
| Cambage 17 | Punti    | 15 Ma     |
| Richards 6 | Assist   | 3 Gao     |
| Batkovic 9 | Rimbalzi | 7 Chen N. |

- Cina eliminata ai quarti di finale. Posizione nella classifica finale: 6º posto

### Pallavolo/Beach volley

#### Beach volley

##### Maschile
Rosa
|  | Naz.            |  | Sportivo   | Anno | Alt.   |  |
|  | --------------- |  | ---------- | ---- | ------ |  |
|  | Cina (bandiera) |  | Wu Penggen | 1982 | 1,98 m |  |
|  | Cina (bandiera) |  | Xu Linyin  | 1986 | 2,00 m |  |

Fase a gironi - Girone C
| Londra 28 luglio 2012, ore 14:30 BST | Xu-Wu                             | 1 – 2 (21-18; 16-21; 12-15) referto | Heyer-Chevallier | Horse Guards Parade\| Arbitri: \| Jose Padron Hernandez Marc Berard \| |
| Arbitri:                             | Jose Padron Hernandez Marc Berard |                                     |                  |                                                                        |

| Londra 30 luglio 2012, ore 14:30 BST | Brink-Reckermann                      | 2 – 1 (13-21; 21-19; 15-8) referto | Xu-Wu | Horse Guards Parade\| Arbitri: \| Darryl Lawrence Friesen Damien Searle \| |
| Arbitri:                             | Darryl Lawrence Friesen Damien Searle |                                    |       |                                                                            |

| Londra 1º agosto 2012, ore 11:00 BST | Xu-Wu                                                 | 1 – 2 (27-29; 21-17; 12-15) referto | Semënov-Prokop'ev | Horse Guards Parade\| Arbitri: \| Maria Paes Villas-Boas da Fonse José Padron Hernandez \| |
| Arbitri:                             | Maria Paes Villas-Boas da Fonse José Padron Hernandez |                                     |                   |                                                                                            |

| Pos. | Coppie            | Pt | G | V | P | Sv | Sp | Sr    | Pv  | Pp  | Pr    |
| ---- | ----------------- | -- | - | - | - | -- | -- | ----- | --- | --- | ----- |
| 1    | Brink-Reckermann  | 6  | 3 | 3 | 0 | 6  | 1  | 6.000 | 133 | 114 | 1.167 |
| 2    | Heyer-Chevallier  | 5  | 3 | 2 | 1 | 4  | 4  | 1.000 | 145 | 153 | 0.948 |
| 3    | Semënov-Prokop'ev | 4  | 3 | 1 | 2 | 3  | 5  | 0.600 | 158 | 164 | 0.963 |
| 4    | Xu-Wu             | 3  | 3 | 0 | 3 | 3  | 6  | 0.500 | 158 | 163 | 0.969 |

 Coppia Xu-Wu: Eliminata alla fase a gironi - Posizione nella classifica finale: 19º posto pari merito con  Austria,  Venezuela,  Giappone,  Gran Bretagna e  Sudafrica

##### Femminile
Rosa
|  | Naz.            |  | Sportivo | Anno | Alt.   |  |
|  | --------------- |  | -------- | ---- | ------ |  |
|  | Cina (bandiera) |  | Xue Chen | 1989 | 1,89 m |  |
|  | Cina (bandiera) |  | Zhang Xi | 1985 | 1,84 m |  |

Fase a gironi - Girone B
| Londra 28 luglio 2012, ore 9:00 BST | Zhang-Xue                     | 1 – 2 (21-18; 14-21; 14-16) referto | Vasina-Vozakova | Horse Guards Parade\| Arbitri: \| Damien Searle Jonas Personeni \| |
| Arbitri:                            | Damien Searle Jonas Personeni |                                     |                 |                                                                    |

| Londra 30 luglio 2012, ore 10:00 BST | Zhang-Xue                       | 2 – 1 (21-18; 16-21; 15-8) referto | Kuhn-Zumkehr | Horse Guards Parade\| Arbitri: \| Daniel Lee Apol Osvaldo Sumavil \| |
| Arbitri:                             | Daniel Lee Apol Osvaldo Sumavil |                                    |              |                                                                      |

| Londra 1º agosto 2012, ore 9:00 BST | Zhang-Xue                       | 2 – 0 (21-17; 21-16) referto | Arvaniti-Tsiartsiani | Horse Guards Parade\| Arbitri: \| Osvaldo Sumavil Daniel Lee Apol \| |
| Arbitri:                            | Osvaldo Sumavil Daniel Lee Apol |                              |                      |                                                                      |

| Pos. | Coppie               | Pt | G | V | P | Sv | Sp | Sr    | Pv  | Pp  | Pr    |
| ---- | -------------------- | -- | - | - | - | -- | -- | ----- | --- | --- | ----- |
| 1    | Zhang-Xue            | 5  | 3 | 2 | 1 | 5  | 3  | 1.667 | 143 | 135 | 1.059 |
| 2    | Vasina-Vozakova      | 6  | 3 | 2 | 1 | 5  | 4  | 1.250 | 156 | 150 | 1.040 |
| 3    | Kuhn-Zumkehr         | 4  | 3 | 1 | 2 | 4  | 4  | 1.000 | 136 | 139 | 0.978 |
| 4    | Arvaniti-Tsiartsiani | 4  | 3 | 1 | 2 | 2  | 5  | 0.400 | 119 | 130 | 0.915 |

Ottavi di finale
| Londra 4 agosto 2012, ore 09:00 BST | Ukolova-Chomjakova              | 0 – 2 (12-21; 11-21) referto | Zhang-Xue | Horse Guards Parade\| Arbitri: \| Osvaldo Sumavil Daniel Lee Apol \| |
| Arbitri:                            | Osvaldo Sumavil Daniel Lee Apol |                              |           |                                                                      |

Quarti di finale
| Londra 5 agosto 2012, ore 18:00 BST | Zhang-Xue                             | 2 – 0 (21-18; 21-11) referto | D. Schwaiger-S. Schwaiger | Horse Guards Parade\| Arbitri: \| Daniel Lee Apol Amina Abdou Elsergany \| |
| Arbitri:                            | Daniel Lee Apol Amina Abdou Elsergany |                              |                           |                                                                            |

Semifinale
| Londra 7 agosto 2012, ore 18:00 BST | May-Treanor-Walsh                   | 2 – 0 (22-20; 22-20) referto | Zhang-Xue | Horse Guards Parade\| Arbitri: \| Richard Casutt Agnieszka Myszkowska \| |
| Arbitri:                            | Richard Casutt Agnieszka Myszkowska |                              |           |                                                                          |

Finale 3º - 4º posto
| Londra 8 agosto 2012, ore 19:00 | Zhang-Xue                   | 1 – 2 (21-11;19-21;12-15) referto | Larissa-Juliana | Horse Guards Parade\| Arbitri: \| Jonas Personeni Marc Berard \| |
| Arbitri:                        | Jonas Personeni Marc Berard |                                   |                 |                                                                  |

 Coppia Zhang-Xue: Eliminata - Posizione nella classifica finale: 4º posto

#### Pallavolo

##### Torneo femminile
Rosa
| N° | Nome         | Ruolo | Data di nascita   | Nazionalità sportiva |
| -- | ------------ | ----- | ----------------- | -------------------- |
| -  | Yu Juemin    | All   | -                 | -                    |
| 1  | Wang Yimei   | S/O   | 11 gennaio 1988   | Liaoning             |
| 2  | Mi Yang      | P     | 24 gennaio 1989   | Tianjin              |
| 4  | Hui Ruoqi    | S     | 4 marzo 1991      | Jiangsu              |
| 6  | Chu Jinling  | S     | 29 luglio 1984    | Liaoning             |
| 7  | Zhang Xian   | L     | 16 marzo 1985     | Liaoning             |
| 8  | Wei Qiuyue   | P     | 26 settembre 1988 | Tianjin              |
| 9  | Yang Junjing | C     | 11 maggio 1989    | Bayi                 |
| 10 | Shan Danna   | L     | 8 ottobre 1991    | Zhejiang             |
| 11 | Xu Yunli     | C     | 2 agosto 1987     | Fujian               |
| 12 | Zeng Chunlei | S/O   | 3 novembre 1989   | Beijing              |
| 15 | Ma Yunwen    | C     | 19 ottobre 1988   | Shanghai             |
| 17 | Zhang Lei    | S/O   | 11 gennaio 1985   | Shanghai             |

Prima fase - Girone B
| Arbitri: | Susana Rodríguez Ibrahim Al-Naama |

|                                          |       |                             |
| Xu J. 17 Hui R. 14 Wang Y. 11 Yang J. 11 | Punti | 14 M. Rašić 10 S. Veljković |

| Arbitri: | Frans Loderus Mohamed Shaaban |

|                                                     |       |                                                              |
| Xu Y. 21 Yang J. 16 Wang Y. 14 Ma Y. 12 Zhang L. 10 | Punti | 16 E. Erdem 16 N. Demir 12 G. Kırdar 12 E. Gümüş 12 N. Özsoy |

| Arbitri: | Rolando Cholakian Jose Mercado |

|                                                    |       |                                   |
| D. Hooker 22 M. Hodge 18 F. Akinradewo 10 L. Tom 9 | Punti | 10 C. Zeng 9 C. Jinling 9 Yang J. |

| Arbitri: | Denny Lassi Bela Hobor |

|                                                                               |       |                                             |
| S. de Castro 23 T. de Menezes 22 J. de Carvalho 15 F. Garay 14 F. Claudino 13 | Punti | 24 C. Zeng 18 Xu Y. 15 C. Jinling 13 Hui R. |

| Arbitri: | Janpen Jirakul Frans Loderus |

|                                                         |       |                                                      |
| Hui R. 20 C. Jinling 14 Yang J. 13 Ma Y. 13 Zhang L. 12 | Punti | 32 Kim Y.-k. 16 Han S.-y. 14 Yang H.-j. 13 Kim H.-j. |

| Pos | Nazione       | Punti | Partite | Partite | Partite | Set   | Set   | Ratio | Punti | Punti  | Ratio |
| Pos | Nazione       | Punti | Giocate | Vinte   | Perse   | Vinti | Persi | Ratio | Fatti | Subiti | Ratio |
| --- | ------------- | ----- | ------- | ------- | ------- | ----- | ----- | ----- | ----- | ------ | ----- |
| 1   | Stati Uniti   | 15    | 5       | 5       | 0       | 15    | 2     | 7,500 | 426   | 345    | 1,235 |
| 2   | Cina          | 9     | 5       | 3       | 2       | 11    | 10    | 1,100 | 475   | 461    | 1,030 |
| 3   | Corea del Sud | 8     | 5       | 3       | 2       | 11    | 10    | 1,100 | 449   | 451    | 0,996 |
| 4   | Brasile       | 7     | 5       | 3       | 2       | 10    | 10    | 1,000 | 447   | 420    | 1,064 |
| 5   | Turchia       | 6     | 5       | 2       | 3       | 9     | 11    | 0,818 | 434   | 443    | 0,980 |
| 6   | Serbia        | 0     | 5       | 0       | 5       | 2     | 15    | 0,133 | 296   | 407    | 0,727 |

Quarti di finale
| Arbitri: | Susana Rodriguez Zorica Bjelić |

|                                                    |       |                                                               |
| Y. Ebata 33 S. Kimura 33 R. Shinnabe 12 E. Araki 9 | Punti | 26 Hui R. 22 Wang Y. 11 Yang J. 11 Xu Y. 10 Ma Y. 10 Zhang L. |

- Cina eliminata ai quarti di finale. Posizione nella classifica finale: 5º posto

### Pentathlon moderno
| Atleta        | Evento         | Scherma   | Scherma   | Scherma  | Nuoto   | Nuoto     | Nuoto    | Equitazione | Equitazione | Equitazione | Combinato: corsa/pistola | Combinato: corsa/pistola | Combinato: corsa/pistola | Totale | Posizione finale |
| Atleta        | Evento         | Risultati | Posizione | PM punti | Tempo   | Posizione | PM punti | Penalità    | Posizione   | Punti PM    | Tempo                    | Posizione                | Punti PM                 | Totale | Posizione finale |
| ------------- | -------------- | --------- | --------- | -------- | ------- | --------- | -------- | ----------- | ----------- | ----------- | ------------------------ | ------------------------ | ------------------------ | ------ | ---------------- |
| Cao Zhongrong | Gara maschile  | 25–10     | 2º        | 1000     | 1'58"93 | 3º        | 1376     | 120         | 27º         | 1080        | 10'38"02                 | 9º                       | 2448                     | 5904   |                  |
| Wang Guan     | Gara maschile  | 12–23     | =34º      | 688      | 2'12"13 | 32º       | 1216     | DNS         | 36º         | 0           | DNF                      | DNF                      | DNF                      | 1904   | 36º              |
| Chen Qian     | Gara femminile | 21-14     | =6ª       | 904      | 2'17"77 | 14ª       | 1148     | 80          | 22ª         | 1120        | 11'52"20                 | 3ª                       | 2152                     | 5324   | 5ª               |
| Miao Yihua    | Gara femminile | 20-15     | =8ª       | 880      | 2'19"31 | 21ª       | 1132     | 64          | 17ª         | 1136        | 12'26"31                 | 20ª                      | 2016                     | 5164   | 14ª              |

### Pugilato
Maschile
| Atleta                 | Evento                      | Sedicesimi                | Ottavi di finale         | Quarti di finale          | Semifinali               | Finale                       | Pos. |
| Atleta                 | Evento                      | Avversario Risultato      | Avversario Risultato     | Avversario Risultato      | Avversario Risultato     | Avversario Risultato         | Pos. |
| ---------------------- | --------------------------- | ------------------------- | ------------------------ | ------------------------- | ------------------------ | ---------------------------- | ---- |
| Zou Shiming            | Pesi mosca leggeri (-49 kg) | Bye                       | Y. Veitia (CUB) V 14–11  | B. Zhakypov (KAZ) V 13–10 | P. Barnes (IRL) V +15–15 | K. Pongprayoon (THA) V 13–10 |      |
| Liu Qiang              | Pesi leggeri (-60 kg)       | L. Jackson (AUS) V 20-7   | Y. Toledo (CUB) P 10-14  | non qualificato           | non qualificato          | non qualificato              | 9°   |
| Qiong Mai Maitituersun | Pesi welter (-69 kg)        | A. Zamkovoj (RUS) P 11-16 | non qualificato          | non qualificato           | non qualificato          | non qualificato              | 17°  |
| Fanlong Meng           | Pesi mediomassimi (-81 kg)  | S. Sangwan (IND) V 15-14  | Y. Falcão (BRA) P 17-+17 | non qualificato           | non qualificato          | non qualificato              | 9°   |
| Wang Xuanxuan          | Pesi massimi (-91 kg)       | N.D.                      | T. Pulev (BUL) P 7-10    | non qualificato           | non qualificato          | non qualificato              | 9°   |
| Zhang Zhilei           | Pesi supermassimi (+91 kg)  | N.D.                      | J. Linde (AUS) V RSC     | A. Joshua (GBR) P 11-15   | non qualificato          | non qualificato              | 5°   |

Femminile
| Atleta     | Evento                | Ottavi di finale         | Quarti di finale          | Semifinali                 | Finale                | Pos. |
| Atleta     | Evento                | Avversario Risultato     | Avversario Risultato      | Avversario Risultato       | Avversario Risultato  | Pos. |
| ---------- | --------------------- | ------------------------ | ------------------------- | -------------------------- | --------------------- | ---- |
| Ren Cancan | Pesi mosca (-51 kg)   | Bye                      | E. Savel'eva (RUS) V 12-7 | M. Esparza (USA) V 10-8    | N. Adams (GBR) P 7-16 |      |
| Cheng Dong | Pesi leggeri (-60 kg) | M. Lăcătuș (ROU) V 10-5  | M. Chorieva (TJK) P 8-13  | non qualificata            | non qualificata       | 5ª   |
| Jinzi Li   | Pesi medi (-75 kg)    | R. Feitosa (BRA) V 19-14 | M. Spencer (CAN) V 17-14  | N. Torlopova (RUS) P 10-12 | non qualificata       |      |

### Scherma
Maschile
| Atleta                                        | Evento               | Trentaduesimi            | Sedicesimi                  | Ottavi di finale                | Quarti di finale             | Semifinali                               | Finale                             | Pos. |
| Atleta                                        | Evento               | Avversario Risultato     | Avversario Risultato        | Avversario Risultato            | Avversario Risultato         | Avversario Risultato                     | Avversario Risultato               | Pos. |
| --------------------------------------------- | -------------------- | ------------------------ | --------------------------- | ------------------------------- | ---------------------------- | ---------------------------------------- | ---------------------------------- | ---- |
| Li Guojie                                     | Spada individuale    | N.D.                     | S. Kelsey (USA) P (7-8)     | non qualificato                 | non qualificato              | non qualificato                          | non qualificato                    | 17°  |
| Lei Sheng                                     | Fioretto individuale | Bye                      | R. Schlosser (AUT) V (15-9) | V. Sintès (FRA) V (15-6)        | V. Aspromonte (ITA) V (15-8) | A. Baldini (ITA) V (15-11)               | A. Abouelkassem (EGY) V (15-13)    |      |
| Ma Jianfei                                    | Fioretto individuale | Bye                      | D. Gómez (MEX) V (15-9)     | A. Achmatchuzin (RUS) V (15-11) | Choi B.-c. (KOR) P (13-15)   | non qualificato                          | non qualificato                    | 5°   |
| Zhu Jun                                       | Fioretto individuale | Z. Shaito (LIB) V (15-2) | Choi B.-c. (KOR) P (13-15)  | non qualificato                 | non qualificato              | non qualificato                          | non qualificato                    | 17°  |
| Lei Sheng Ma Jianfei Zhu Jun Zhang Liangliang | Fioretto a squadre   | N.D.                     | N.D.                        | N.D.                            | Giappone P (30-45)           | Qualif. semifinali Russia P (40-45)      | Finale 7º posto Francia V (45-33)  | 7°   |
| Liu Xiao                                      | Sciabola individuale | Bye                      | D. Occhiuzzi (ITA) P (9-15) | non qualificato                 | non qualificato              | non qualificato                          | non qualificato                    | 17°  |
| Wang Jingzhi                                  | Sciabola individuale | Bye                      | Won W.-y. (KOR) P (13-15)   | non qualificato                 | non qualificato              | non qualificato                          | non qualificato                    | 17°  |
| Wang Jingzhi                                  | Sciabola individuale | Bye                      | Kim J.-h. (KOR) V (15-14)   | Á. Szilágyi (HUN) P (10-15)     | non qualificato              | non qualificato                          | non qualificato                    | 9°   |
| Jiang Kelu Liu Xiao Wang Jingzhi Zhong Man    | Sciabola a squadre   | N.D.                     | N.D.                        | N.D.                            | Romania P (30-45)            | Qualif. semifinali Stati Uniti V (43-45) | Finale 5º posto Germania P (30-45) | 6°   |

Femminile
| Atleta                               | Evento               | Trentaduesimi        | Sedicesimi                      | Ottavi di finale             | Quarti di finale            | Semifinali                   | Finale                    | Pos. |
| Atleta                               | Evento               | Avversario Risultato | Avversario Risultato            | Avversario Risultato         | Avversario Risultato        | Avversario Risultato         | Avversario Risultato      | Pos. |
| ------------------------------------ | -------------------- | -------------------- | ------------------------------- | ---------------------------- | --------------------------- | ---------------------------- | ------------------------- | ---- |
| Li Na                                | Spada individuale    | Bye                  | K. Panteljejeva (UKR) V (15-10) | B. Heidemann (GER) P (13-14) | non qualificata             | non qualificata              | non qualificata           | 9ª   |
| Luo Xiaojuan                         | Spada individuale    | Bye                  | S. Besbes (TUN) P (9-14)        | non qualificata              | non qualificata             | non qualificata              | non qualificata           | 17ª  |
| Sun Yujie                            | Spada individuale    | Bye                  | I. Duplitzer (GER) V (15-10)    | T. Géroudet (SUI) V (15-10)  | R. Fiamingo (ITA) V (15-14) | J. Šemjakina (UKR) P (13-14) | Shin A-l. (KOR) V (15-11) |      |
| Li Na Luo Xiaojuan Sun Yujie Xu Anqi | Spada a squadre      | N.D.                 | N.D.                            | N.D.                         | Germania V (45-42)          | Russia V (20-19)             | Corea del Sud V (39-25)   |      |
| Chen Jinyan                          | Fioretto individuale | Bye                  | M. Wojtkowiak (POL) V (15-8)    | V. Vezzali (ITA) P (6-15)    | non qualificata             | non qualificata              | non qualificata           | 9ª   |
| Chen Xiaodong                        | Sciabola individuale | N.D.                 | A. Ben Chaabane (TUN) V (15-12) | I. Vecchi (ITA) P (10-15)    | non qualificata             | non qualificata              | non qualificata           | 9ª   |
| Zhu Min                              | Sciabola individuale | N.D.                 | B. Pascu (ROU) V (15-10)        | J. Gavrilova (RUS) V (15-11) | M. Zagunis (USA) P (6-15)   | non qualificata              | non qualificata           | 5ª   |

### Sollevamento pesi
Maschile
| Atleta       | Evento | Strappo   | Strappo    | Slancio   | Slancio    | Totale | Classifica |
| Atleta       | Evento | Risultato | Classifica | Risultato | Classifica | Totale | Classifica |
| ------------ | ------ | --------- | ---------- | --------- | ---------- | ------ | ---------- |
| Wu Jingbiao  | -56 kg | 133 kg    | 1º         | 156 kg    | 2º         | 289 kg |            |
| Zhang Jie    | -62 kg | 140 kg    | 3º         | 174 kg    | 2º         | 314 kg | 4º         |
| Lin Qingfeng | -69 kg | 157 kg    | 1º         | 187 kg    | 2º         | 344 kg |            |
| Lu Haojie    | -77 kg | 170 kg    | 2º         | 190 kg    | 5º         | 360 kg |            |
| Lu Xiaojun   | -77 kg | 175 kg    | 1º         | 204 kg    | 1º         | 379 kg |            |
| Lu Yong      | -85 kg | 178 kg    | 1º         | 205 kg    | DNF        | 178 kg | DNF        |

Femminile
| Atleta        | Evento | Strappo   | Strappo    | Slancio   | Slancio    | Totale | Classifica |
| Atleta        | Evento | Risultato | Classifica | Risultato | Classifica | Totale | Classifica |
| ------------- | ------ | --------- | ---------- | --------- | ---------- | ------ | ---------- |
| Mingjuan Wang | -48 kg | 91 kg     | 1ª         | 114 kg    | 1ª         | 205 kg |            |
| Zhou Jun      | -53 kg | 95 kg     | DNF        | —         | —          | —      | DNF        |
| Li Xueying    | -58 kg | 108 kg    | 1ª         | 138 kg    | 1ª         | 246 kg |            |
| Zhou Lulu     | +75 kg | 146 kg    | 2ª         | 187 kg    | 1ª         | 333 kg |            |

### Taekwondo
Maschile
| Atleta     | Evento | Ottavi                   | Quarti                        | Semifinale           | Ripescaggio Turno 1    | Ripescaggio Turno 2        | Finale               | Classifica |
| Atleta     | Evento | Avversario Risultato     | Avversario Risultato          | Avversario Risultato | Avversario Risultato   | Avversario Risultato       | Avversario Risultato | Classifica |
| ---------- | ------ | ------------------------ | ----------------------------- | -------------------- | ---------------------- | -------------------------- | -------------------- | ---------- |
| Liu Xiaobo | +80 kg | K. Edwards (JAM) V (6-4) | C. Molfetta (ITA) P (5-6) SDP | non qualificato      | A. Gulov (TJK) V (6-1) | B. Tanrıkulu (TUR) V (3-2) | non qualificato      |            |

Femminile
| Atleta     | Evento | Ottavi                     | Quarti                         | Semifinale                  | Ripescaggio Turno 1  | Ripescaggio Turno 2  | Finale                 | Classifica |
| Atleta     | Evento | Avversario Risultato       | Avversario Risultato           | Avversario Risultato        | Avversario Risultato | Avversario Risultato | Avversario Risultato   | Classifica |
| ---------- | ------ | -------------------------- | ------------------------------ | --------------------------- | -------------------- | -------------------- | ---------------------- | ---------- |
| Wu Jingyu  | −49 kg | E. Zamora (GUA) V (10-2)   | E. Kasahara (JPN) V (14-0) PTG | L. Zaninović (CRO) V (19-7) | Bye                  | Bye                  | B. Yagüe (ESP) V (8-1) |            |
| Hou Yuzhuo | −57 kg | D. López (USA) V (1-0) SDP | S. Mikkonen (FIN) V (7-2)      | M. Harnois (FRA) V (8-3)    | Bye                  | Bye                  | J. Jones (GBR) P (4-6) |            |

### Tennis
Femminile
| Atleta               | Evento  | 32-esimi                                   | 16-esimi                                                | Ottavi                                                            | Quarti                                                    | Semifinali           | Finale               | Pos.            |
| Atleta               | Evento  | Avversario Risultato                       | Avversario Risultato                                    | Avversario Risultato                                              | Avversario Risultato                                      | Avversario Risultato | Avversario Risultato | Pos.            |
| -------------------- | ------- | ------------------------------------------ | ------------------------------------------------------- | ----------------------------------------------------------------- | --------------------------------------------------------- | -------------------- | -------------------- | --------------- |
| Li Na                | Singolo | D. Hantuchová (SVK) P 1-2 (2-6, 6-3, 3-6)  | non qualificata                                         | non qualificata                                                   | non qualificata                                           | non qualificata      | non qualificata      | non qualificata |
| Peng Shuai           | Singolo | Hsieh S.-w. (TPE) V 2-1 (6-3, 6-73-7, 7-5) | P. Kvitová (CZE) P 1-2 (5-7, 6-2, 1-6)                  | non qualificata                                                   | non qualificata                                           | non qualificata      | non qualificata      | non qualificata |
| Zheng Jie            | Singolo | N. Petrova (RUS) P 0-2 (4-6, 6-77-9)       | non qualificata                                         | non qualificata                                                   | non qualificata                                           | non qualificata      | non qualificata      | non qualificata |
| Peng Shuai Zheng Jie | Doppio  | N.D.                                       | A. Cornet/ K. Mladenovic (FRA) V 2-1 (6-1, 6-73-7, 6-3) | N. Llagostera Vives/ M.J. Martínez Sánchez (ESP) V 2-0 (6-4, 6-2) | M. Kirilenko/ N. Petrova (CHN) P 1-2-1 (5-7, 7-67-4, 4-6) | non qualificate      | non qualificate      | non qualificate |
| Li Na Zhang Shuai    | Doppio  | N.D.                                       | G. Dulko/ P. Suárez (ARG) V 2-0 (6-4, 6-2)              | A. Hlaváčková/ L. Hradecká (CZE) P 0-2 (3-6, 1-6)                 | non qualificate                                           | non qualificate      | non qualificate      | non qualificate |

### Tennis tavolo
Maschile
| Atleta                      | Evento  | Preliminari          | Round 1              | Round 2              | Round 3                                                | Round 4                                                            | Quarti di finale                                    | Semifinale                                                | Finale                                                 | Pos. |
| Atleta                      | Evento  | Avversario Risultato | Avversario Risultato | Avversario Risultato | Avversario Risultato                                   | Avversario Risultato                                               | Avversario Risultato                                | Avversario Risultato                                      | Avversario Risultato                                   | Pos. |
| --------------------------- | ------- | -------------------- | -------------------- | -------------------- | ------------------------------------------------------ | ------------------------------------------------------------------ | --------------------------------------------------- | --------------------------------------------------------- | ------------------------------------------------------ | ---- |
| Wang Hao                    | Singolo | Bye                  | Bye                  | Bye                  | W. Schlager (AUT) V 4-1 (11-3, 8-11, 11-9, 11-8, 11-9) | Gao N. (SIN) V 4-1 (11-9, 11-7, 11-9, 7-11, 11-3)                  | S. Kishikawa (JPN) V 4-0 (11-4, 11-5, 11-3, 11-5)   | Chuang C.-y. (TPE) V 4-1 (11-13, 11-2, 12-10, 11-6, 11-9) | Zhang J. (CHN) P 1-4 (16-18, 5-11, 6-11, 12-10, 11-13) |      |
| Zhang Jike                  | Singolo | Bye                  | Bye                  | Bye                  | B. Vang (TUR) V 4-0 (11-8, 11-8, 11-5, 11-7)           | U. Samsonaŭ (BLR) V 4-3 (4-11, 11-7, 11-5, 8-11, 8-11, 11-7, 11-7) | Jiang T. (HKG) V 4-1 (11-4, 8-11, 11-4, 11-9, 11-6) | D. Ovtcharov (GER) V 4-1 (11-8, 11-3, 5-11, 11-9, 11-8)   | Wang H. (CHN) V 4-1 (18-16, 11-5, 11-6, 10-12, 13-11)  |      |
| Ma Long Wang Hao Zhang Jike | Squadre | N.D.                 | N.D.                 | N.D.                 | N.D.                                                   | Russia (RUS) V 3-1 (3-0, 2-3, 3-0, 3-0)                            | Singapore (SIN) V 3-0 (3-0, 3-0, 3-0)               | Germania (GER) V 3-1 (3-1, 1-3, 3-1, 3-0)                 | Corea del Sud (KOR) V 3-0 (3-1, 3-1, 3-0)              |      |

Femminile
| Atleta                       | Evento  | Preliminari          | Round 1              | Round 2              | Round 3                                                   | Round 4                                               | Quarti di finale                                  | Semifinale                                                | Finale                                                 | Pos. |
| Atleta                       | Evento  | Avversario Risultato | Avversario Risultato | Avversario Risultato | Avversario Risultato                                      | Avversario Risultato                                  | Avversario Risultato                              | Avversario Risultato                                      | Avversario Risultato                                   | Pos. |
| ---------------------------- | ------- | -------------------- | -------------------- | -------------------- | --------------------------------------------------------- | ----------------------------------------------------- | ------------------------------------------------- | --------------------------------------------------------- | ------------------------------------------------------ | ---- |
| Ding Ning                    | Singolo | Bye                  | Bye                  | Bye                  | D. Dodean (ROU) V 4-0 (11-4, 11-3, 11-9, 11-6)            | Jiang H. (HKG) V 4-1 (12-10, 11-2, 11-5, 9-11, 11-6)  | A. Fukuhara (JPN) V 4-0 (15-13, 11-6, 11-6, 11-4) | Feng T. (SIN) V 4-2 (11-7, 11-4, 9-11, 12-10, 6-11, 11-6) | D. Meshref (CHN) P 1-4 (8-11, 12-14, 11-8, 6-11, 4-11) |      |
| Li Xiaoxia                   | Singolo | Bye                  | Bye                  | Bye                  | A. Hsing (USA) V 4-2 (11-4, 9-11, 11-6, 6-11, 11-8, 11-9) | Park M.-y. (KOR) V 4-1 (6-11, 11-7, 11-6, 11-5, 11-6) | Li J. (NED) V 4-0 (11-5, 11-9, 11-9, 11-7)        | K. Ishikawa (JPN) V 4-1 (11-5, 11-4, 11-13, 11-6, 11-7)   | D. Meshref (CHN) V 4-1 (11-8, 14-12, 8-11, 11-6, 11-4) |      |
| Ding Ning Guo Yue Li Xiaoxia | Squadre | N.D.                 | N.D.                 | N.D.                 | N.D.                                                      | Spagna (ESP) V 3-0 (3-0, 3-1, 3-0)                    | Paesi Bassi (NED) V 3-0 (3-0, 3-1, 3-0)           | Corea del Sud (KOR) V 3-0 (3-0, 3-0, 3-0)                 | Giappone (JPN) V 3-0 (3-1, 3-0, 3-1)                   |      |

### Tiro a segno/volo
Maschile
| Atleta        | Evento                      | Qualificazione | Qualificazione | Finale          | Finale          |
| Atleta        | Evento                      | Punteggio      | Classifica     | Punteggio       | Classifica      |
| ------------- | --------------------------- | -------------- | -------------- | --------------- | --------------- |
| Ding Feng     | Pistola 25m automatica      | 588            | 2º Q           | 27              |                 |
| Du Yu         | Trap                        | 112            | 30º            | non qualificato | non qualificato |
| Hu Binyuan    | Double trap                 | 133            | 14º            | non qualificato | non qualificato |
| Lan Xing      | Carabina 50m 3 posizioni    | 1 159          | 29º            | non qualificato | non qualificato |
| Li Jun        | Double trap                 | 134            | 11º            | non qualificato | non qualificato |
| Pang Wei      | Pistola 10m aria compressa  | 586            | 2º Q           | 683,7           | 4º              |
| Tan Zongliang | Pistola 10m aria compressa  | 581            | 12º            | non qualificato | non qualificato |
| Wang Tao      | Carabina 10m aria compressa | 598            | 4º Q           | 700,4           | 4º              |
| Wang Weiyi    | Carabina 50m a terra        | 591            | 28º            | non qualificato | non qualificato |
| Wang Zhiwei   | Pistola 50m                 | 566            | 2º Q           | 658,6           |                 |
| Zhang Jian    | Pistola 25m automatica      | 584            | 5º Q           | 601             | 5º              |
| Zhang Tian    | Pistola 50m                 | 553            | 25º            | non qualificato | non qualificato |
| Zhu Qinan     | Carabina 50m 3 posizioni    | 1 170          | 6º Q           | 1 270,2         | 5º              |
| Zhu Qinan     | Carabina 50m a terra        | 590            | 34º            | non qualificato | non qualificato |
| Zhu Qinan     | Carabina 10m aria compressa | 595            | 10º            | non qualificato | non qualificato |

Femminile
| Atleta     | Evento                      | Qualificazione | Qualificazione | Finale          | Finale          |
| Atleta     | Evento                      | Punteggio      | Classifica     | Punteggio       | Classifica      |
| ---------- | --------------------------- | -------------- | -------------- | --------------- | --------------- |
| Chen Ying  | Pistola 25m                 | 585            | 3ª Q           | 791,4           |                 |
| Du Li      | Carabina 50m 3 posizioni    | 581            | 13ª            | non qualificata | non qualificata |
| Guo Wenjun | Pistola 10m aria compressa  | 388            | 1ª Q           | 488,1           |                 |
| Li Peijing | Carabina 50m 3 posizioni    | 583            | 9ª             | non qualificata | non qualificata |
| Liu Yingzi | Trap                        | 67             | 12ª            | non qualificata | non qualificata |
| Su Yuling  | Pistola 10m aria compressa  | 386            | 4ª Q           | 484,6           | 6ª              |
| Wei Ning   | Skeet                       | 68             | 4ª Q           | 91              |                 |
| Yi Siling  | Carabina 10m aria compressa | 399            | 1ª Q           | 502,9           |                 |
| Yu Dan     | Carabina 10m aria compressa | 398            | 3ª Q           | 501,5           |                 |
| Yuan Jing  | Pistola 25m                 | 579            | 20ª            | non qualificata | non qualificata |

### Tiro con l'arco
Maschile
| Atleta                           | Evento      | Round di qualificazione | Round di qualificazione | 32-esimi                     | 16-esimi                      | Ottavi                    | Quarti                      | Semifinali                | Finale                          | Pos.            |
| Atleta                           | Evento      | Punteggio               | Seed                    | Avversario Seed Punteggio    | Avversario Seed Punteggio     | Avversario Seed Punteggio | Avversario Seed Punteggio   | Avversario Seed Punteggio | Avversario Seed Punteggio       | Pos.            |
| -------------------------------- | ----------- | ----------------------- | ----------------------- | ---------------------------- | ----------------------------- | ------------------------- | --------------------------- | ------------------------- | ------------------------------- | --------------- |
| Dai Xiaoxiang                    | Individuale | 678                     | 7º                      | K. Štrajhar (SLO) (58) V 6-0 | E. Vélez (MEX) (26) V 6-0     | T. Worth (AUS) (23) V 6-5 | Kim B.-m. (KOR) (2) V 6-5   | Oh J.-h. (KOR) (3) P 5-6  | R. van der Ven (NED) (16) V 6-5 |                 |
| Liu Zhaowu                       | Individuale | 668                     | 22º                     | V. Ruban (UKR) (43) P 5-6    | non qualificato               | non qualificato           | non qualificato             | non qualificato           | non qualificato                 | non qualificato |
| Xing Yu                          | Individuale | 673                     | 13º                     | C. Mayr (GER) (52) V 6-0     | K.A. Mohamad (MAS) (20) P 5-6 | non qualificato           | non qualificato             | non qualificato           | non qualificato                 | non qualificato |
| Dai Xiaoxiang Liu Zhaowu Xing Yu | Squadre     | 2019                    | 3º                      | N.D.                         | N.D.                          | Bye                       | Italia (ITA) (10) P 216-220 | non qualificati           | non qualificati                 | non qualificati |

Femminile
| Atleta                         | Evento      | Round di qualificazione | Round di qualificazione | 32-esimi                         | 16-esimi                     | Ottavi                      | Quarti                          | Semifinali                 | Finale                            | Pos.            |
| Atleta                         | Evento      | Punteggio               | Seed                    | Avversario Seed Punteggio        | Avversario Seed Punteggio    | Avversario Seed Punteggio   | Avversario Seed Punteggio       | Avversario Seed Punteggio  | Avversario Seed Punteggio         | Pos.            |
| ------------------------------ | ----------- | ----------------------- | ----------------------- | -------------------------------- | ---------------------------- | --------------------------- | ------------------------------- | -------------------------- | --------------------------------- | --------------- |
| Cheng Ming                     | Individuale | 651                     | 20ª                     | L. Brito (COL) (45) V 6-4        | A. Valencia (MEX) (13) V 7-1 | K. Lorig (USA) (4) P 3-7    | non qualificata                 | non qualificata            | non qualificata                   | non qualificata |
| Fang Yuting                    | Individuale | 649                     | 25ª                     | I.Y. Rochmawati (INA) (40) P 4-6 | non qualificata              | non qualificata             | non qualificata                 | non qualificata            | non qualificata                   | non qualificata |
| Xu Jing                        | Individuale | 646                     | 27ª                     | N. Leśniak (POL) (38) V 6-2      | M. Kanie (JPN) (6) P 0-6     | non qualificata             | non qualificata                 | non qualificata            | non qualificata                   | non qualificata |
| Cheng Ming Fang Yuting Xu Jing | Squadre     | 1946                    | 7ª                      | N.D.                             | N.D.                         | Italia (ITA) (10) V 200-199 | Stati Uniti (USA) (2) V 218-213 | Russia (RUS) (6) V 208-207 | Corea del Sud (KOR) (1) P 209-210 |                 |

### Triathlon
Maschile
| Atleta     | Evento   | Nuoto  | Trans. 1 | Ciclismo | Trans. 2 | Corsa  | Totale    | Classifica |
| ---------- | -------- | ------ | -------- | -------- | -------- | ------ | --------- | ---------- |
| Bai Faquan | Maschile | 17'55" | 0'46"    | 59'46"   | 0'33"    | 33'26" | 1h 52'26" | 46º        |

Femminile
| Atleta   | Evento    | Nuoto  | Trans. 1 | Ciclismo  | Trans. 2 | Corsa  | Totale    | Classifica |
| -------- | --------- | ------ | -------- | --------- | -------- | ------ | --------- | ---------- |
| Zhang Yi | Femminile | 19'49" | 0'50"    | 1h 10'39" | 0'32"    | 38'11" | 2h 10'01" | 50ª        |

### Vela
Maschile
| Atleta                   | Evento | Regata | Regata | Regata | Regata | Regata | Regata | Regata | Regata | Regata | Regata | Regata | Punteggio Totale | Punteggio Netto | Classifica |
| Atleta                   | Evento | 1      | 2      | 3      | 4      | 5      | 6      | 7      | 8      | 9      | 10     | M      | Punteggio Totale | Punteggio Netto | Classifica |
| ------------------------ | ------ | ------ | ------ | ------ | ------ | ------ | ------ | ------ | ------ | ------ | ------ | ------ | ---------------- | --------------- | ---------- |
| Aichen Wang              | RS:X   | 21     | 23     | 18     | 19     | 3      | 23     | 10     | 27     | 22     | 14     | EL     | 180              | 153             | 18º        |
| Shi Jian                 | Laser  | 27     | 39     | 43     | 45     | 42     | 46     | 32     | 41     | 30     | 41     | EL     | 386              | 340             | 43º        |
| Gong Lei                 | Finn   | 25 OCS | 17     | 20     | 22     | 25 OCS | 16     | 23     | 23     | 21     | 24     | EL     | 215              | 190             | 24º        |
| Wang Weidong Deng Daokun | 470    | 20     | 15     | 6      | 26     | 27     | 17     | 22     | 26     | 12     | 16     | EL     | 187              | 160             | 20°        |

Femminile
| Atleta                   | Evento       | Regata | Regata | Regata | Regata | Regata | Regata | Regata | Regata | Regata | Regata | Regata | Punteggio Totale | Punteggio Netto | Classifica |
| Atleta                   | Evento       | 1      | 2      | 3      | 4      | 5      | 6      | 7      | 8      | 9      | 10     | M      | Punteggio Totale | Punteggio Netto | Classifica |
| ------------------------ | ------------ | ------ | ------ | ------ | ------ | ------ | ------ | ------ | ------ | ------ | ------ | ------ | ---------------- | --------------- | ---------- |
| Li Ling                  | RS:X         | 16     | 15     | 8      | 14     | 18     | 7      | 10     | 13     | 14     | 23     | EL     | 138              | 115             | 14ª        |
| Xu Lijia                 | Laser Radial | 5      | 8      | 11     | 3      | 5      | 4      | 1      | 4      | 1      | 2      | 2      | 46               | 35              |            |
| Xiaoli Wang Xufeng Huang | 470          | 18     | 18     | 9      | 12     | 8      | 19     | 2      | 17     | 1      | 12     | EL     | 116              | 97              | 11ª        |